# Mercurey (AOC)
Vous lisez un « article de qualité » labellisé en 2009.
Pour la commune, voir Mercurey.
Le mercurey est un vin blanc ou rouge d'appellation d'origine contrôlée (AOC) produit sur les communes de Mercurey et de Saint-Martin-sous-Montaigu, en Saône-et-Loire, à douze kilomètres au nord-ouest de Chalon-sur-Saône (côte chalonnaise) et à sept kilomètres de Givry.
C'est l'appellation le plus étendue des appellations communales des vignobles de la côte chalonnaise, les autres étant le bouzeron, le rully, le givry et le montagny, dans la région viticole de Bourgogne.
Le mercurey comprend 85 lieux-dits (climats) en AOC villages et 32 classés en premier cru.

## Histoire

### Antiquité
Ce sont les Romains qui, en édifiant un temple dédié à Mercure, donnent son nom au village et introduisent la vigne à Mercurey. Ainsi, des traces de la vigne ont été retrouvées à Mercurey et dans le Chalonnais. L'empereur romain Domitien, en 92, ordonne l'arrachage partiel des vignes dans le Midi et en Bourgogne afin d'éviter la concurrence. Ce n'est qu'en 280 que Probus annule cet édit. En 312, les habitants du Pagus Arebrignus (Autun) s'adressent à l'empereur Constantin Ier, se plaignant de leurs mauvaises récoltes. La description qu'ils font de leur vignoble rattache le terroir de Mercurey à l'actuelle Côte-d'Or.

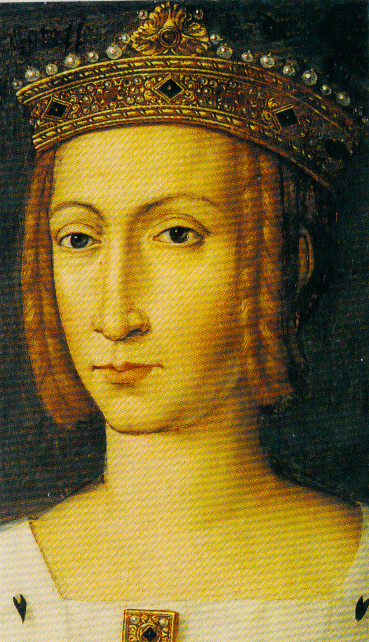
Marguerite de Flandre.

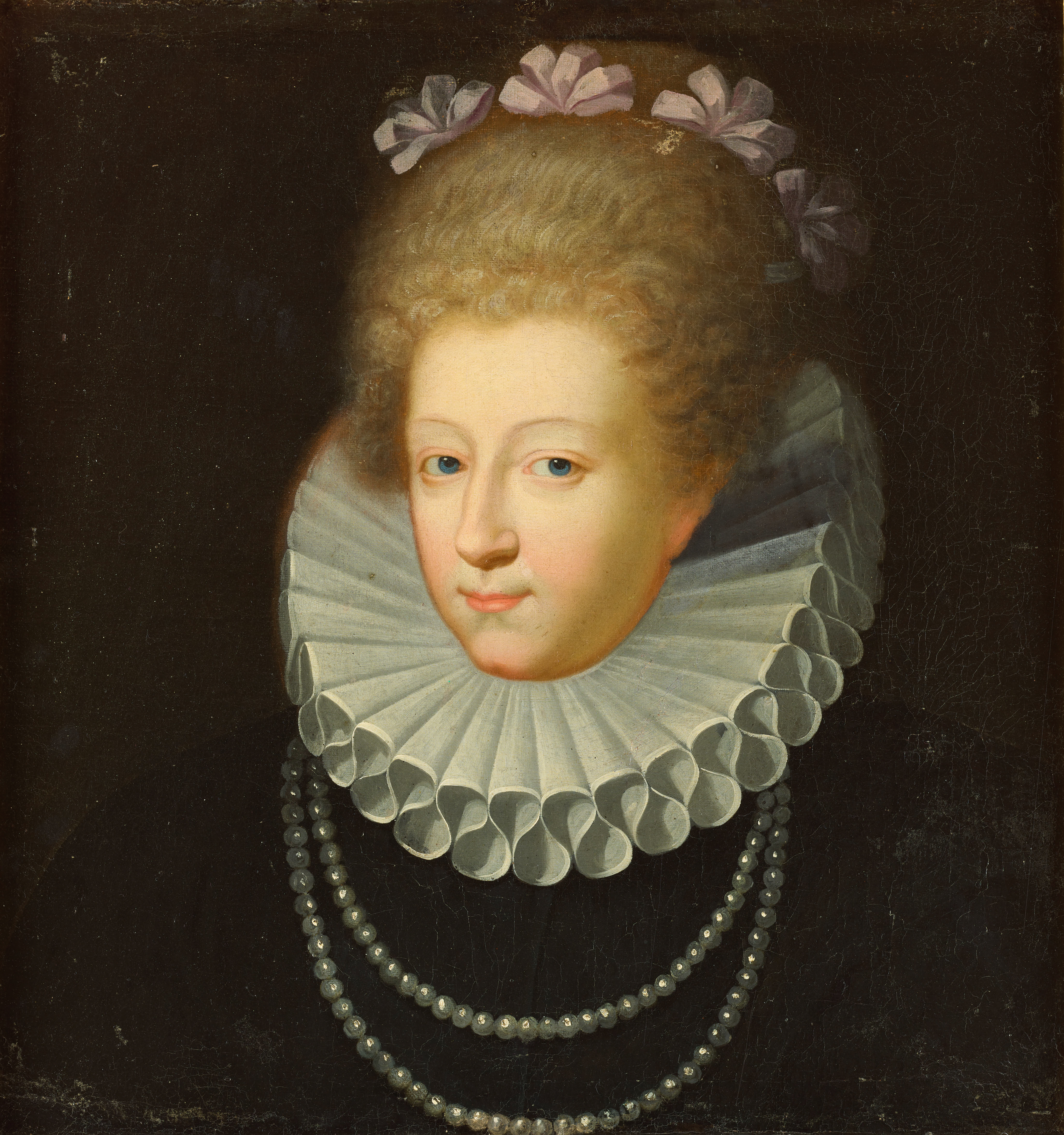
Gabrielle d'Estrées.

### Moyen Âge
Le vignoble de Mercurey se développe au Moyen Âge, époque à laquelle le château de Montaigu est construit (vers 950) au cœur même des vignes. En février 1371, le duc de Bourgogne décide de lancer une importante campagne d'achat de vin ; il en négocie une quantité notable à Montaigu. Là encore, le 20 mai 1376, le courtier Méliore, l'envoyé du pape Grégoire XI avant que celui-ci ne retourne à Rome, trouve à acheter des vins qui étaient déjà fort appréciés par la cour pontificale d'Avignon. Philippe le Hardi, détenteur de la moitié du fief de Montaigu, le partage en 1392 et en donne une partie à Philippe le Bon qui va contribuer à la réputation du grand « Clos de vigne de Montaigu ». Entre 1385 et 1405, les vins de Mercurey figurent sur la liste des vins destinés au service du duc de Bourgogne dans sa résidence d'Arras. À cette même époque, ils font le régal de Marguerite de Flandre.
Au cours du XVe siècle, le commerce viticole du duché de Bourgogne est en plein essor. Les vignes de Mercurey, qui en font partie, sont cultivées avec soin et donnent des crus recherchés. En 1477, le vignoble est rattaché à la France par Louis XI.

### Époque moderne
Plus tard, sous le règne d'Henri IV, une chronique mentionne que ce vin, bien qu'assez corsé, plaît aux femmes, plus particulièrement à Gabrielle d'Estrées, maîtresse du roi, lequel est plutôt amateur de Givry. Ce même Henri IV, en 1591, ordonnera le démembrement du château de Montaigu. Jusqu'à la fin du XVIIIe siècle, ce qui reste de l'habitation de ce château sera utilisé par les vignerons comme logements et entrepôts.
Au XVIIIe siècle, le vignoble s'étend sur les communes de Mercurey, Bourgneuf-Val-d'Or, Touches et Saint-Martin-sous-Montaigu. 1789 est une année malheureuse en tous points : ni vendanges, ni moissons, ni commerce.

### Époque contemporaine

#### XIXesiècle
De retour de l'île d'Elbe, Napoléon s'arrête à Mercurey le 15 mars 1815. Un vigneron nommé Prieur le reçoit et lui sert du vin de Mercurey. Napoléon relate lui-même l'anecdote dans ses livres, : 

« Napoléon : “Que ce mercurey est excellent, sa robe rappelle le ruban de la légion d'honneur, quant à son bouquet, il est comme l'odeur enivrante de la victoire.” Fièrement, Prieur répond : “Sire, j'en ai du bien meilleur encore dans ma cave.” Étonné, Napoléon demande : “Pourquoi ne l'as-tu pas apporté ?” Prieur dit alors : “Ah ! sire, c'est que celui-là, je le réserve pour les grandes occasions”,,. »

Avant les désastres du phylloxéra, le territoire de Mercurey comptait 300 hectares de vignes, celui de Touches et Bourgneuf-Val-d'Or, 400 hectares, et celui de Saint-Martin-sous-Montaigu, 300. L'insecte apparaît dans ce vignoble en 1878, suivi du mildiou en 1885. En 1883, les vendanges ont débuté fin août.
Afin de revaloriser le vignoble, un classement des climats de la côte chalonnaise est établi comme suit, en 1899, par la Revue des viticulteurs :
- première classe rouge (les Naugues, les Crêts, le Voyen, les Champs Martin, les Combins, Clos de l'Evêque, le Clos Druard, le Clos Migland, en Moutot, en Mauvarenne, Les Velay, en Sazenay, Clos Marcilly, le Theurot, le Clos du Roy, le Clos des Corvées, Champ Renard, La Chassière, la Roche, le Paradis, les Atres, les Fourneaux, les Ruelles et Liberin)[HC 6] ;
- deuxième classe rouge (Croichot, les Chaseaux, Tonnerre, Vignes Blanches, Cortechats, Grandes Plantes, les Caudroyes, Poizot, Châteaubeau, les Châgnées, Montaigu et Retrait)[HC 6] ;
- première classe blanc (la Rochelle, Teurot de la Perche et Poizot)[HC 6].

#### XXesiècle
Le vignoble n'est reconstitué véritablement qu'en 1902. Le 29 mai 1923, l'appellation d'origine mercurey est instituée par le tribunal de Chalon-sur-Saône. Les années 1920-1930 voient s'abattre à nouveau sur le vignoble le mildiou, (1926), la grêle (1927 et 1928) et d'importantes gelées (1930 et 1932). En 1936, la surface de vignes n'est plus que de 500 hectares. Le 11 septembre 1936, l'INAO avalise la création de l'appellation mercurey. Une modification de l'AOC intervient avec la reconnaissance de cinq premiers crus en 1943 (le Clos du Roy, le Clos-Voyen, le Clos Marcilly, le Clos des Fourneaux et le Clos des Montaigus). Dans les années 1950, des domaines extérieurs à la commune s'intéressent au développement du vignoble.

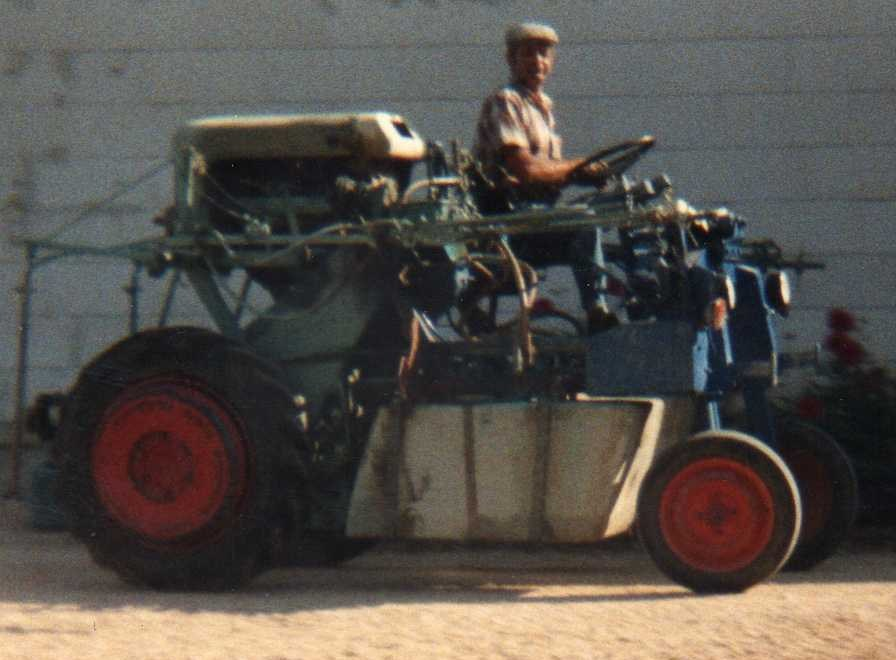
Apparition des enjambeurs.

À la suite de la fusion de différentes sociétés de secours mutuel en 1949, la Confrérie de la Saint-Vincent de Mercurey se constitue, créée par Hughes de Suremain, Louis Menand, Auguste Raquillet et Jacques Jeannin-Naltet et, en 1962, la commune accueille, pour la première fois, la Saint-Vincent tournante. Le 18 avril 1959, Charles de Gaulle de passage à Chalon-sur-Saône, lors d'un repas, a dégusté et bu du Mercurey 1947. Apparition de l'enjambeur dans les années 60-70, qui remplacent le cheval.
En 1970, Bourgneuf-Val-d'Or, qui avait en 1897 fusionné avec le village de Touches, fusionne également avec Mercurey et prend son nom. Un an plus tard, la Confrérie de la Chanteflûte est créée par les professionnels de la vigne et du vin.
Le négoce-éleveur développe un intérêt pour cette appellation dans les années 1970. En 1976, la grêle frappe le vignoble, entraînant une récolte peu abondante. La fusion des syndicats viticoles de Mercurey et de Saint-Martin-sous-Montaigu se réalise en 1981. Par deux fois, en 1981 et 1983, Mercurey est victime d'orages dévastateurs (vignobles ravinés, ceps de vignes déchaussés, murs de soutènement emportés, caves inondées). À la suite de cette catastrophe, un remembrement est réalisé à la fin des années 1980.
Les 26 et 27 janvier 1985, le village accueille, pour la deuxième fois, la Saint-Vincent tournante. En 1988, de nouvelles délimitations de premier cru sont reconnues. Elles correspondent à tous les premiers crus actuels.

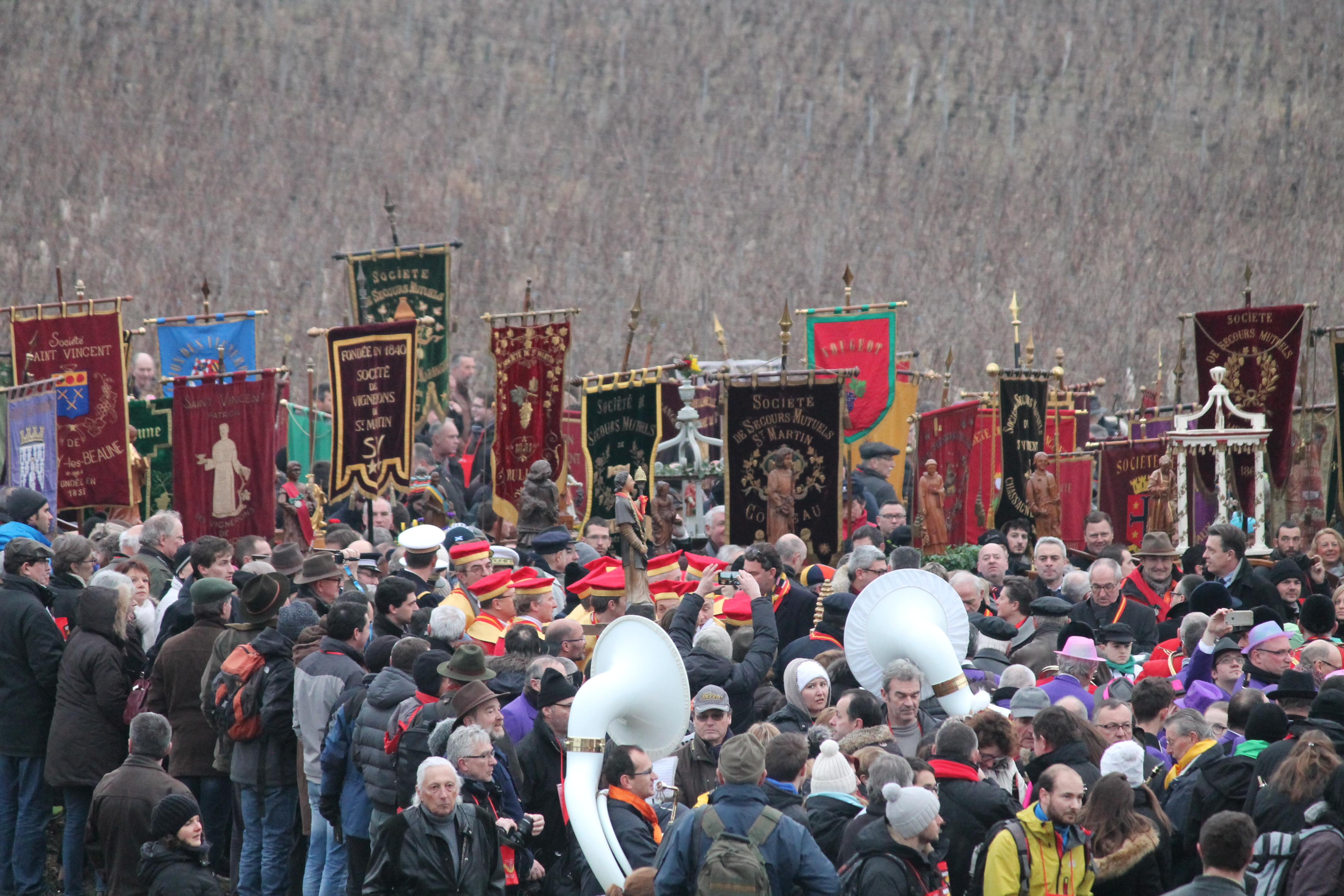
Défilé de la Saint-Vincent tournante 2017 de l'appellation mercurey.

#### XXIesiècle
Pendant la canicule de 2003, les vendanges débutent mi-août, soit environ un mois plus tôt que la moyenne habituelle. À partir de 2006 et jusqu'en 2008, une étude géo-pédologique de l'appellation est réalisée, avec 49 profils ouverts et 700 sondages (48 fosses, 150 analyses et des centaines de carottages). Le Syndicat Viticole de Mercurey possède un caveau de dégustation (« Caveau Divin ») depuis le 1er avril 2011 qui représente 45 domaines (64 vins en tout) en 2014. Le 28 et 29 janvier 2017 a eu lieu pour la troisième fois pour cette appellation, la Saint-Vincent tournante dans les villages de Mercurey et Saint-Martin-sous-Montaigu et qui a attiré environ 100 000 personnes sur les deux jours.
Les dernières modifications du cahier des charges sont publiés le 27 octobre 2009 et le 12 octobre 2011.

### Étymologie
Mercurey porte le nom du dieu du commerce et messager des dieux de la mythologie romaine, Mercure. Le village s'est successivement orthographié Mercureis en 577, Mercuriacum en 885, Mercoriacus en 942 et Mercuriacus au XIe siècle.

## Vignoble

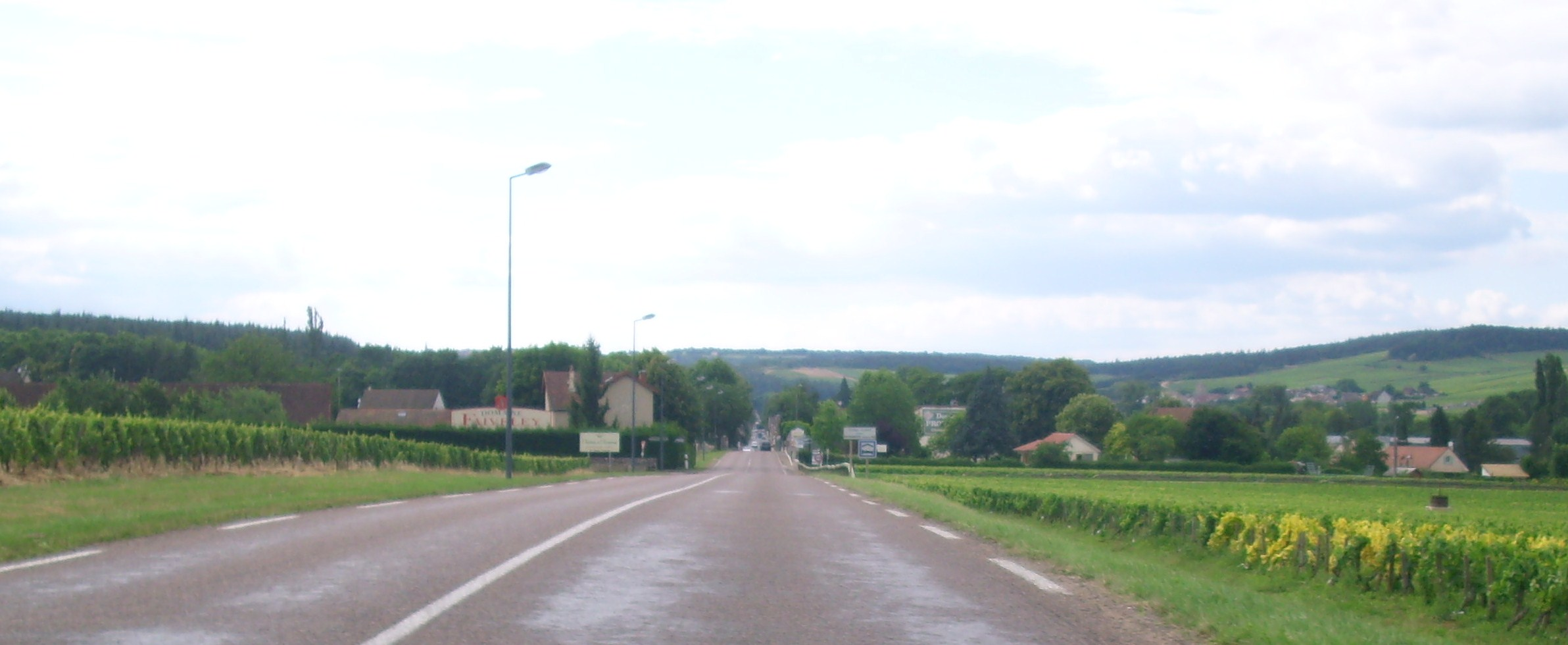
Entrée de Mercurey (par Chalon-sur-Saône) : départementale 978.

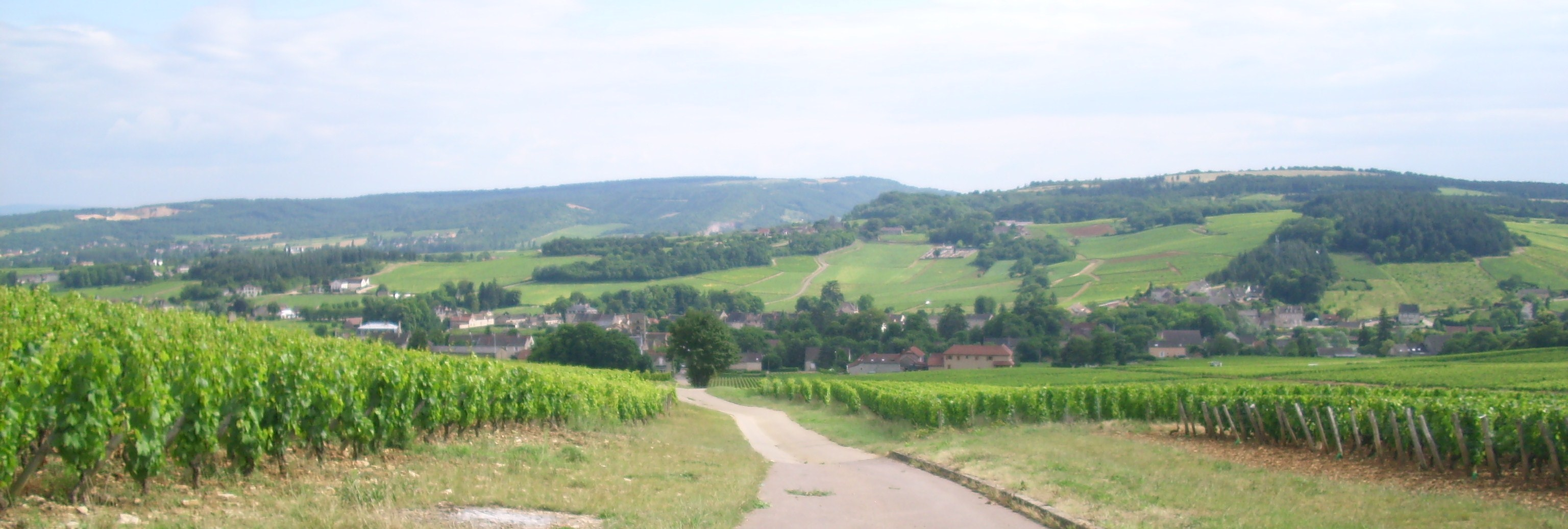
Vue d'une partie du vignoble de Mercurey.

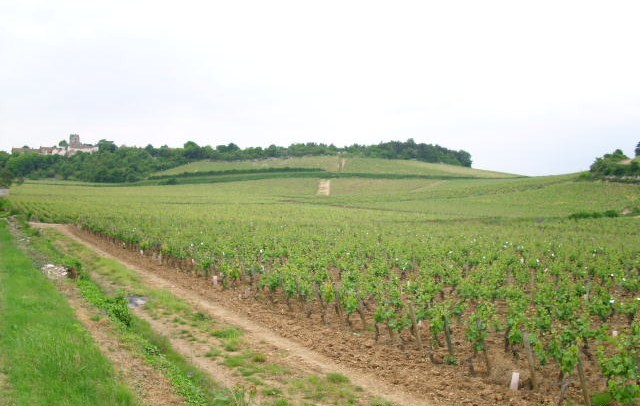
Vue du Clos du Roy (premier cru).

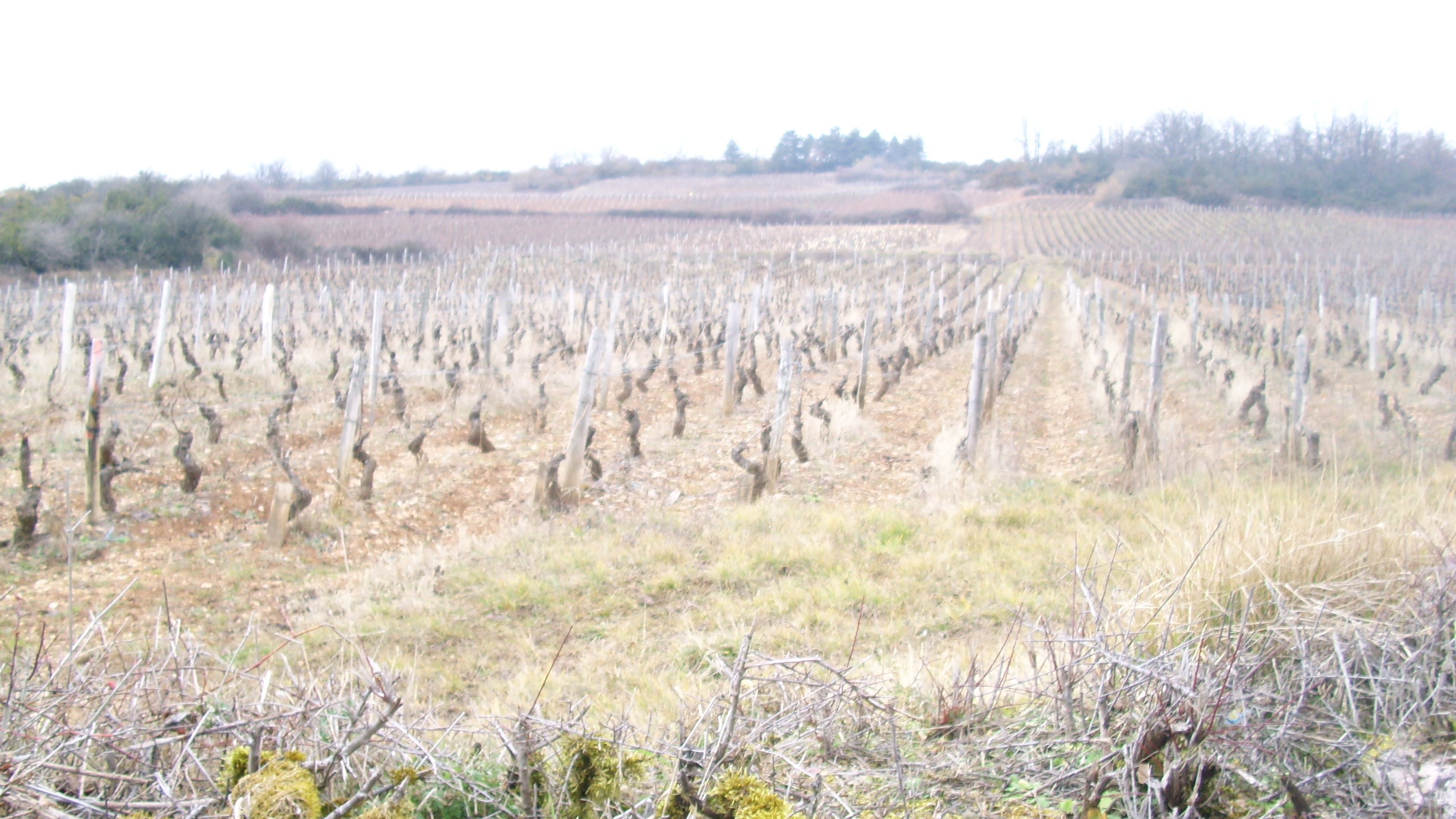
Vue de la Chagnée (appellation village).

Mercurey est situé en Bourgogne-Franche-Comté, dans le département de Saône-et-Loire, à environ 12 kilomètres au nord-ouest de Chalon-sur-Saône (en côte chalonnaise). Par rapport aux axes de communication, il est localisé à 10 kilomètres de l'autoroute A6 (sortie 25 « Chalon-Nord »), à 6 kilomètres des voies ferrées Paris-Lyon-Marseille, 20 kilomètres de la LGV (gare du Creusot TGV) et à 8 kilomètres de la route nationale 80 Chalon-Montchanin. Mercurey et son vignoble sont traversés par la route départementale 978 Chalon-Autun. Le village de Saint-Martin-sous-Montaigu se trouve à environ 1 kilomètre de l'entrée de Mercurey (du côté de Chalon-sur-Saône).
Le vignoble de Mercurey est l'une des plus anciennes AOC de France. Il s'étend sur les communes de Mercurey et de Saint-Martin-sous-Montaigu. La superficie de production en 2017 comprend 641 hectares 8 ares et 60 centiares de vignes avec, en répartition, 541 hectares de vins rouges et 100 hectares de vins blancs. En 2023, la superficie de production était de 635 hectares, dont 520 ha en rouge et 115 ha en blanc. 
Deux types d'AOC sont exploités, donnant en 2004 : 170 hectares sous dénomination premier cru et 485 hectares sous l'appellation village.  En 2023, 163 ha sont en premier cru et 472 ha en villages. 
La proportion représente environ 85 % de vin rouge et 15 % de vin blanc. La réputation internationale du mercurey témoigne d'une place comparable à celle des meilleurs crus de la côte de Beaune ou de la côte de Nuits parmi les grands vins de Bourgogne.

### Géologie et orographie
La mer a envahi cette région à l'ère secondaire, il y a 230 à 70 millions d'années, avec une interruption à la fin du Jurassique, vers 135 millions d'années. Pendant cette période, des sédiments marno-argilo-calcaires des mers jurassiques (entre 230 et 135 millions d'années) se sont déposés. C'est sur la ligne de faille nord-sud provoquée par la mise en place des Alpes et où se sont accumulés les empilements des anciens fonds marins que se sont constitués les coteaux viticoles de cette région. Les roches qui dominent Mercurey sont de la période du Jurassique moyen et début du Jurassique supérieur. Une couche assez épaisse de marne grise forme le sous-sol des meilleurs crus de mercurey (époque de l'Oxfordien). Une deuxième crête rocheuse est formée par le calcaire que l'on appelle la dalle nacrée. Le vignoble est implanté sur des sols argilo-calcaires provenant du soubassement rocheux calcaire d'âge jurassique.
On distingue trois grands ensembles de sols : 
- des sols issus de calcaires durs (244 hectares)[Jsl 6];
- des sols issus de marnes (194 hectares)[Jsl 6];
- et des sols issus de dépôts caillouteux (102 hectares)[Jsl 6].

À d'autres endroits, on trouve des sols avec des argiles profonds, de colluvions, etc. On retrouve sur ces sols argilo-calcaires des sols lourds, pierreux et d'autres un peu plus sableux.
L'escarpement présente des différences à l'intérieur de l'appellation. Il est assez faible à certains endroits (Clos rond, La perrière, etc.) et plus accentué à d'autres (à Saint-Martin-sous-Montaigu, avec notamment Chateaubeau, la Chagnée ; à Mercurey avec le Roc Blanc, les Bacs, etc.). Il est moyennement pentu en général sur l'appellation (Clos du Roy, Champ Martin, les Combins, la Chassière, etc.). L'altitude du vignoble se trouve entre 230 et 320 mètres. Les vignes (lieux-dits) sont exposées différemment selon les secteurs où elles se trouvent. Mais une majorité des climats sont orientés au sud et sud/sud-est.

### Climatologie

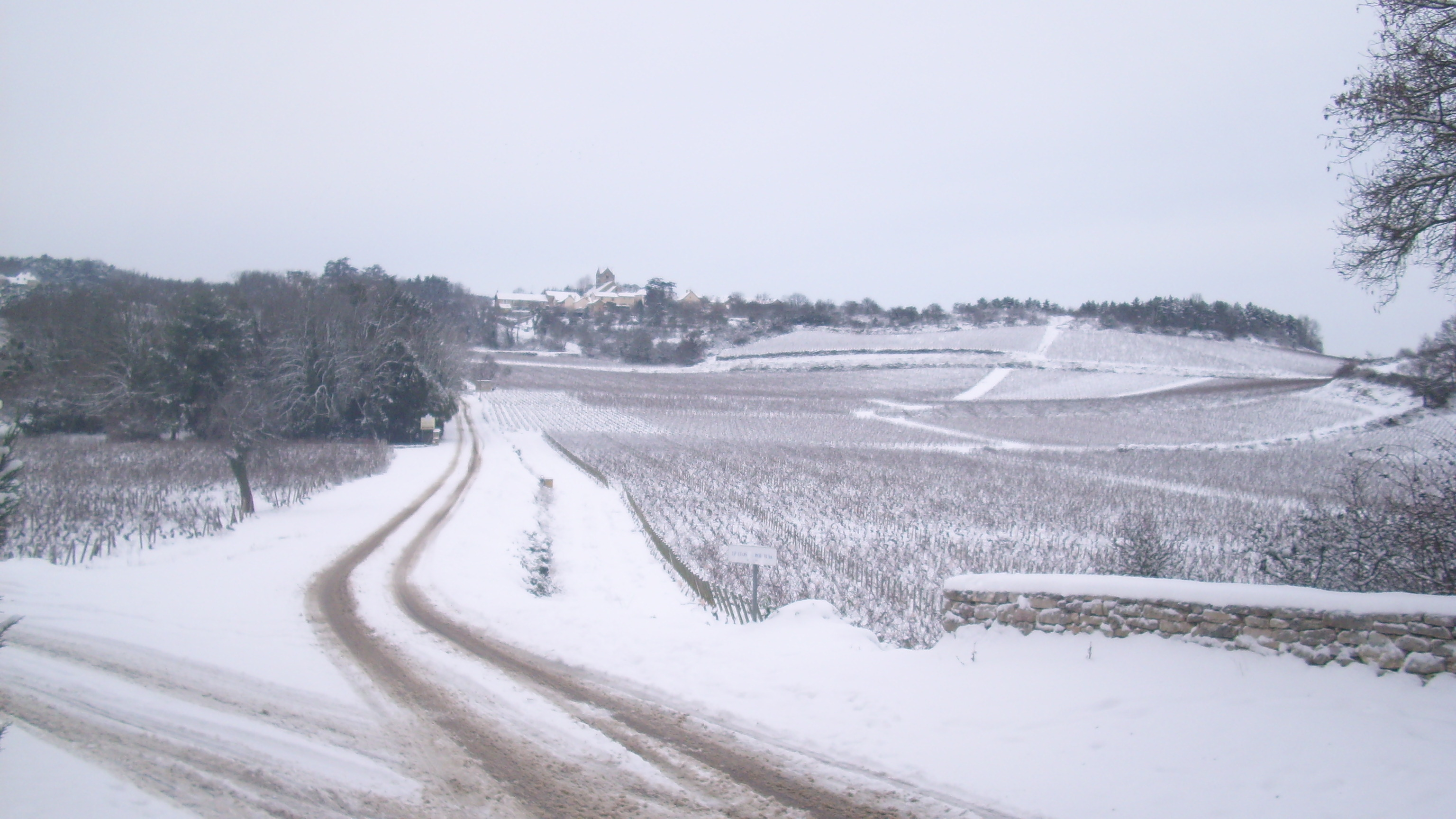
Vue d'une partie du vignoble (Clos du Roy) sous la neige.

La région est située dans la zone tempérée, à la fois sous influence océanique et méditerranéenne, mais étant à bonne distance des côtes, le climat est marqué par une tendance continentale. Sur la Côte Chalonnaise et donc Mercurey, le climat est de type semi-continentale, car moins humides, protégé des vents d'ouest, plus ensoleillé, plus sec et plus lumineux. Cela se traduit par des étés chauds, des hivers froids. L'amplitude thermique est assez importante entre l'été et l'hiver. Les précipitations sont assez hétérogènes sur l'année, les mois de mai et de novembre étant les plus pluvieux. Ainsi la Côte Chalonnaise reçoit environ 700 millimètres de pluies, alors qu'a l'ouest et l'est la pluviosité s'établit entre 700 et 1 000 millimètres. Le vent dominant durant une partie de l'année est la bise (vent sec et froid). Le vignoble est protégé des vents humides par ses coteaux. Les gelées tardives sont généralement peu fréquentes sur le secteur de Mercurey, bien qu'en quelques lieux-dits les risques de gelées soient plus importants (on parle de zones gélives). De violents orages peuvent s'abattre sur ce secteur, mais la grêle touche, en principe, assez peu ce vignoble.
Valeurs climatiques de Saint-Marcel, Mercurey et Saint-Martin-sous-Montaigu étant situés à l'ouest et à environ quinze kilomètres de cette ville.
Pour la ville de Saint-Marcel (187 m), les valeurs climatiques de 1981 à 2010 sont :
| Mois                              | jan. | fév. | mars | avril | mai  | juin | jui. | août | sep. | oct. | nov. | déc. | année |
| --------------------------------- | ---- | ---- | ---- | ----- | ---- | ---- | ---- | ---- | ---- | ---- | ---- | ---- | ----- |
| Température minimale moyenne (°C) | 0,1  | 0,5  | 2,9  | 5,7   | 9,9  | 13,1 | 15,2 | 14,6 | 11,3 | 8,2  | 3,6  | 1,2  | 7,2   |
| Température moyenne (°C)          | 2,7  | 4,1  | 7,8  | 11,2  | 15,6 | 19,2 | 21,7 | 21,1 | 17,1 | 12,6 | 6,7  | 3,6  | 11,9  |
| Température maximale moyenne (°C) | 5,3  | 7,7  | 12,8 | 16,7  | 21,4 | 25,3 | 28,2 | 27,6 | 22,8 | 16,9 | 9,8  | 6    | 16,7  |
| Précipitations (mm)               | 60,2 | 48,4 | 49   | 68    | 81,4 | 65,1 | 63   | 61,9 | 75,9 | 85   | 80   | 67,8 | 805,7 |

#### Ensoleillement
Les valeurs d'ensoleillement de 1991 à 2010 (en nombre d'heures) de Dijon et Mâcon, Mercurey et Saint-Martin-sous-Montaigu étant situés entre ces deux villes.

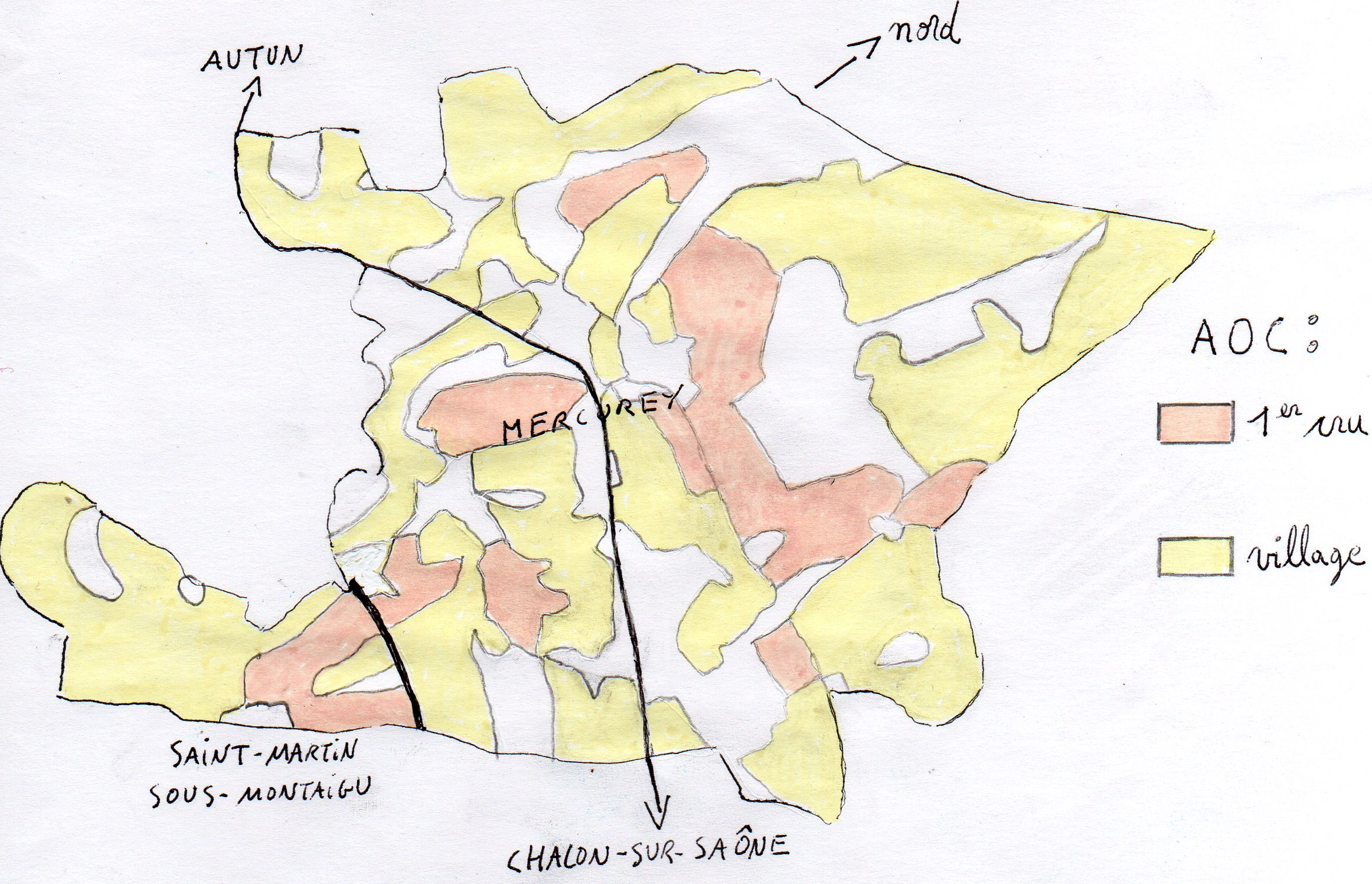
Carte de l'AOC mercurey.

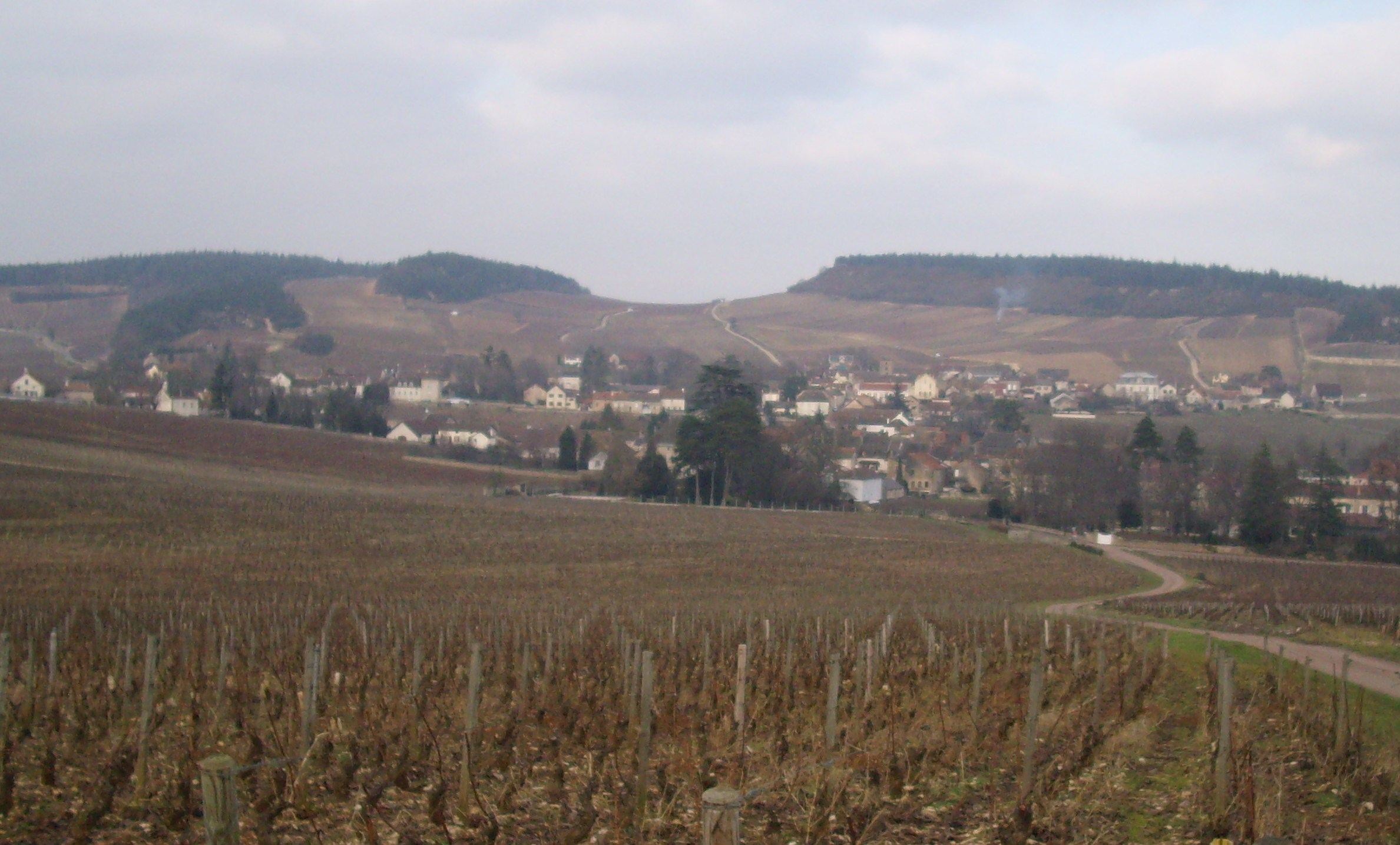
Vue de Mercurey.

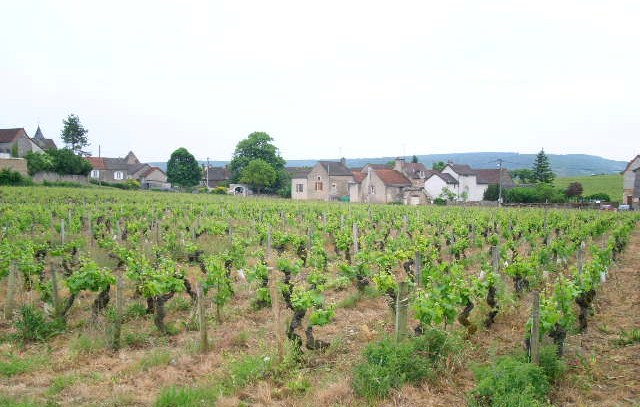
Vue d'« en Grillot » (appellation village).

| Mois  | Jan  | Fev  | Mar   | Avr   | Mai   | Jui   | Jui   | Aou   | Sep   | Oct   | Nov  | Dec  | Année  |
| ----- | ---- | ---- | ----- | ----- | ----- | ----- | ----- | ----- | ----- | ----- | ---- | ---- | ------ |
| Dijon | 63,9 | 94,4 | 151,3 | 185,4 | 212,3 | 239,1 | 248,3 | 233,6 | 181,3 | 117,2 | 67,8 | 54,2 | 1848,8 |
| Mâcon | 61,9 | 91,5 | 154,9 | 182   | 212,9 | 245,3 | 267,7 | 242,4 | 185,6 | 116,9 | 70,3 | 50,5 | 1881,9 |

### Lieux-dits
L'appellation comprend quatre-vingt-cinq « lieux-dits » ou « climats » en AOC village et trente-deux en dénomination premier cru.

#### Appellations village
- À Mercurey : le Roc Blanc, les Rochelles, le Bois de Lalier, le Bois Cassien, les Bossebuts, les Doués, les Vaux, les Chenaults, la Chiquette, les Montelons, la Brigadière, Ropiton, les Villeranges, le Clos Rochette, les Mauvarennes, la Framboisière, les Montots, le Closeau, les Bussières, la Vigne d'Orge, la Vigne de Chazeaux, le Petit Clos Fourtoul, la Perrière, les Ormeaux, Mypont-Château, les Vignes Blanches, la Bouthière, le Clos la Marche, les Vignes du Chapitre, les Caudroyes, Garnerot, les Chaumellottes, les Ponges, la Corvée, le Clos des Noiterons, le Clos Rond, Pierrelet, Champ Roin, Champ Ladoy, le Meix de la Guinarde, le Puis Brintet, les Mussiaux, la Pillotte, les Maillonges, en Grillot, Sous Muchau, les Champs Michaux, en Pierre Millet, les Marcœurs, Champs Pillot, les Murgers, la Charmée, le Pontot, les Obus, Meix Adenot, Meix du Closeau, le Clos Laurent, Bourgneuf, les Morées, le Fourneau, le Meix Frappé, les Morins et les Petits Creux.
- À Saint-Martin-sous-Montaigu : la Pidancerie, les Libertins, les Eriglats, en Boussoy, le Chatelet, Vignes de Chateaubeau, Sous les Roches, les Vignes Blanches, la Châgnée, les Arotes, le Cray, les Hattes, la Ratte, au Retrait, a la Ponsote, en Marrian Froid, les Bouères, les Bourguignons, Sur le Teu, la Grelode, la Moinerie et la Mourandine.

#### Climats premier cru
- À Mercurey : les Puillets, les Saumonts, la Cailloute, les Croichots, les Champs Martin, les Combins, le Clos des Combins, le Clos des Baraults, les Crêts, les Naugues, le Clos Voyen, le Clos des Grands Voyen, le Clos l'Evêque, le Clos des Myglands, le Grand Clos Fourtoul, le Clos Tonnerre, les Vasées, les Byots, le Clos Marcilly, en Sazenay, la Bondue, la Levrière, la Mission, le Clos du Roy, Clos du Château de Montaigu et les Vellées.
- À Saint-Martin-sous-Montaigu : le Clos des Montaigus, le Clos Paradis, la Chassière, les Fourneaux, le Clos des Fourneaux et les Ruelles.

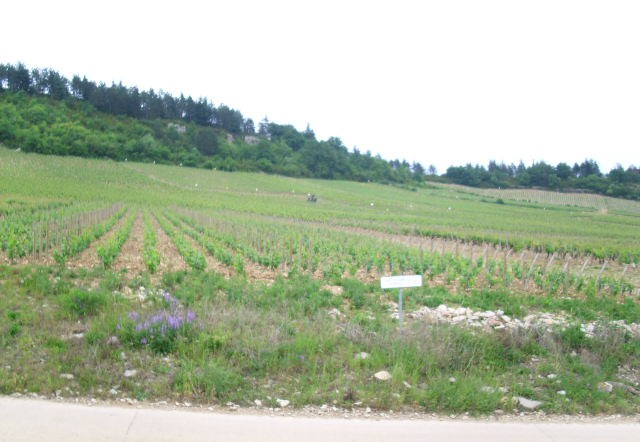
Vue des Champs Martin (premier cru).
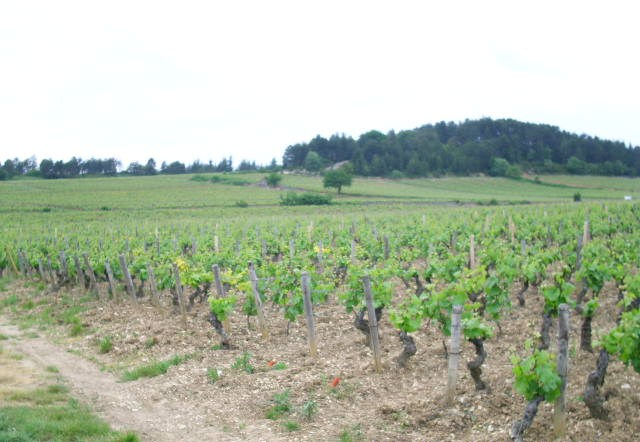
Vue des Combins et des Croichots (premier cru).
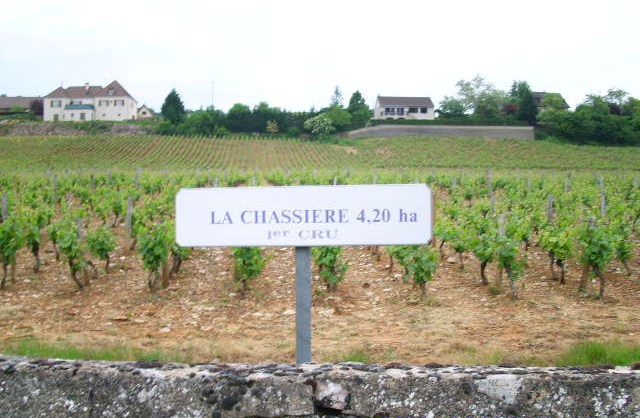
Vue de la Chassière (premier cru).
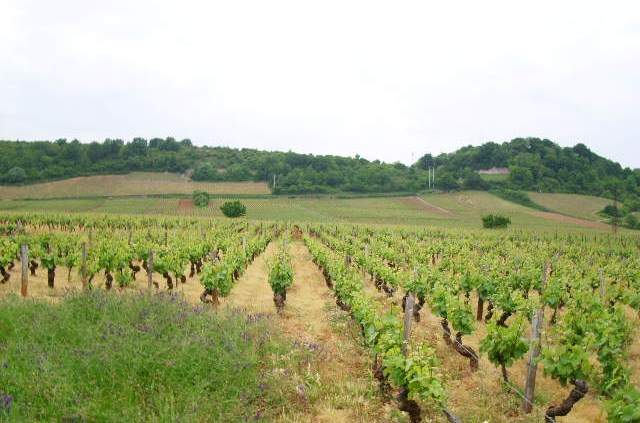
Vue des Clos des Montaigus (premier cru) et du château de Montaigu.

### Le remembrement du vignoble

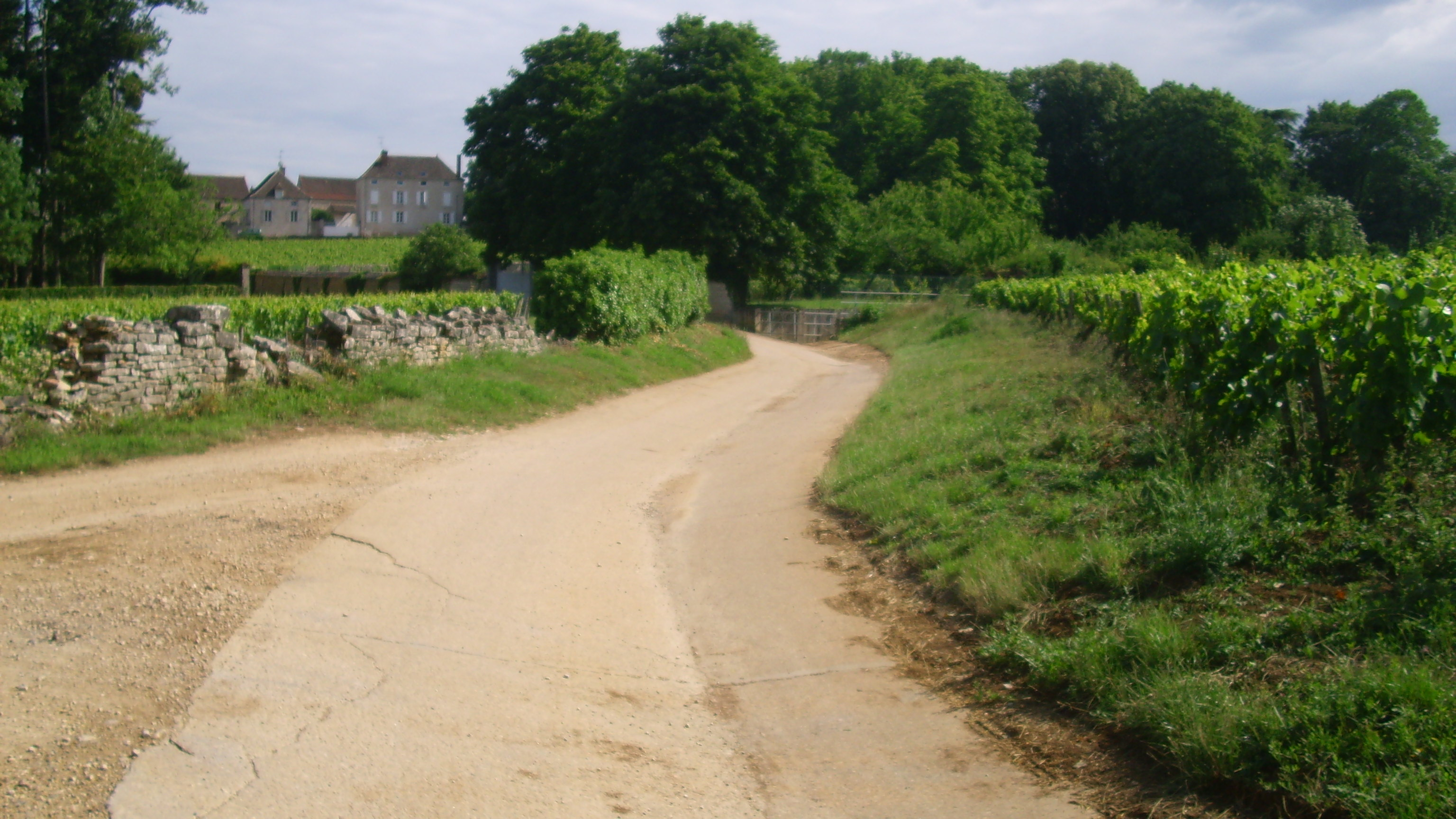
Voie d'écoulement des eaux.

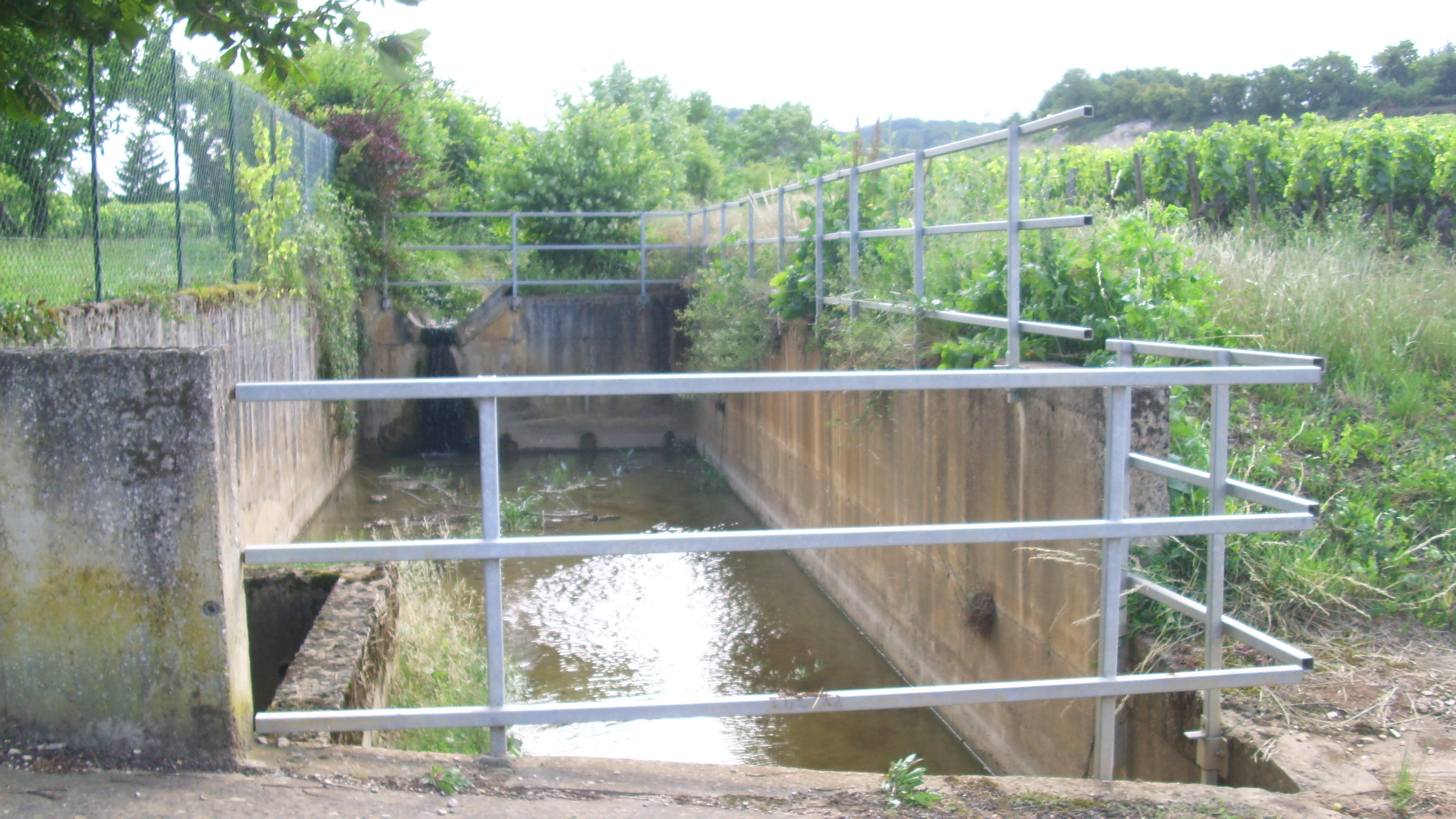
Bassin de réception des eaux.

Par deux fois, en 1981 (localement 119,5 millimètres d'eau en 24 heures) et 1983, Mercurey a été victime d'orages dévastateurs (vignobles ravinés, ceps de vignes déchaussés, murs de soutènement emportés, caves inondées, etc.). Les causes de ces catastrophes sont l'absence quasi totale de réseaux hydrauliques dans les coteaux, la suppression progressive des haies et des murs dans ces mêmes coteaux, le tassement des sols par l'utilisation de matériels de plus en plus lourds et, pour finir, la suppression des zones tampons par l'augmentation des surfaces plantées en vignes. À la suite de ces événements, les viticulteurs et la population de Mercurey, regroupés en une association foncière (1983), décidèrent de mettre en place un remembrement sur 1 400 hectares dont 800 de vignes ce qui, à l'époque, fut une première en France. Ce remembrement permit la réalisation d'aménagements hydrauliques contre le ruissellement et l'érosion des sols, grâce à des bacs de décantation (19 en tout), des bassins de rétention d'eau de pluie (au nombre de 3), des chemins bétonnés (5,5 kilomètres), des canalisations (3,3 kilomètres), etc. Un classement a également été réalisé de deux façons : un classement foncier et un autre de vignes (parcelles). Ces travaux d'aménagements hydrauliques furent réalisés en 1988. La démonstration de leur utilité est faite lorsque, le 19 février 2006, s'abattent des pluies diluviennes : tous les bassins de stockage remplissent alors leur fonction, empêchant l'inondation du village.

### Encépagement
Les cépages autorisés par le cahier des charges sont le pinot noir N comme cépage principal et le pinot gris G (appelé localement pinot beurot) et le chardonnay B comme cépages accessoires pour le vin rouge. Pour le vin blanc sont acceptés le chardonnay B comme cépage principal et le pinot gris G comme cépage accessoire.
Dans la pratique, seul le pinot noir est utilisé pour le rouge, et le chardonnay pour le blanc. 

#### Vin rouge - pinot noir

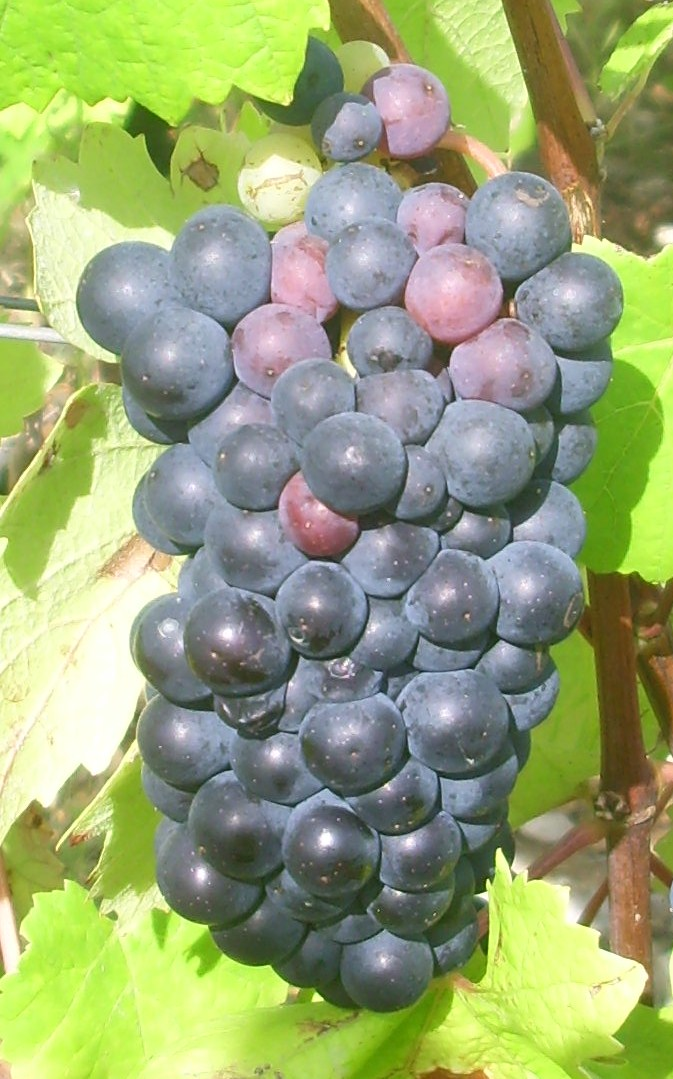
Grappe de pinot noir.

Le pinot noir compose exclusivement les vins rouges de l'AOC. Il est constitué de petites grappes denses, en forme de cône de pin composées de grains ovoïdes, de couleur bleu sombre. C'est un cépage délicat, qui est sensible aux principales maladies et en particulier au mildiou, au rougeot parasitaire, à la pourriture grise (sur grappes et sur feuilles), et aux cicadelles. Ce cépage, qui nécessite des ébourgeonnages soignés, a tendance à produire un nombre important de grapillons. Il profite pleinement du cycle végétatif pour mûrir en première époque. Le potentiel d'accumulation des sucres est élevé pour une acidité juste moyenne et parfois insuffisante à maturité. Les vins sont assez puissants, riches, colorés, de garde. Ils sont moyennement tanniques en général.

#### Vin blanc - chardonnay

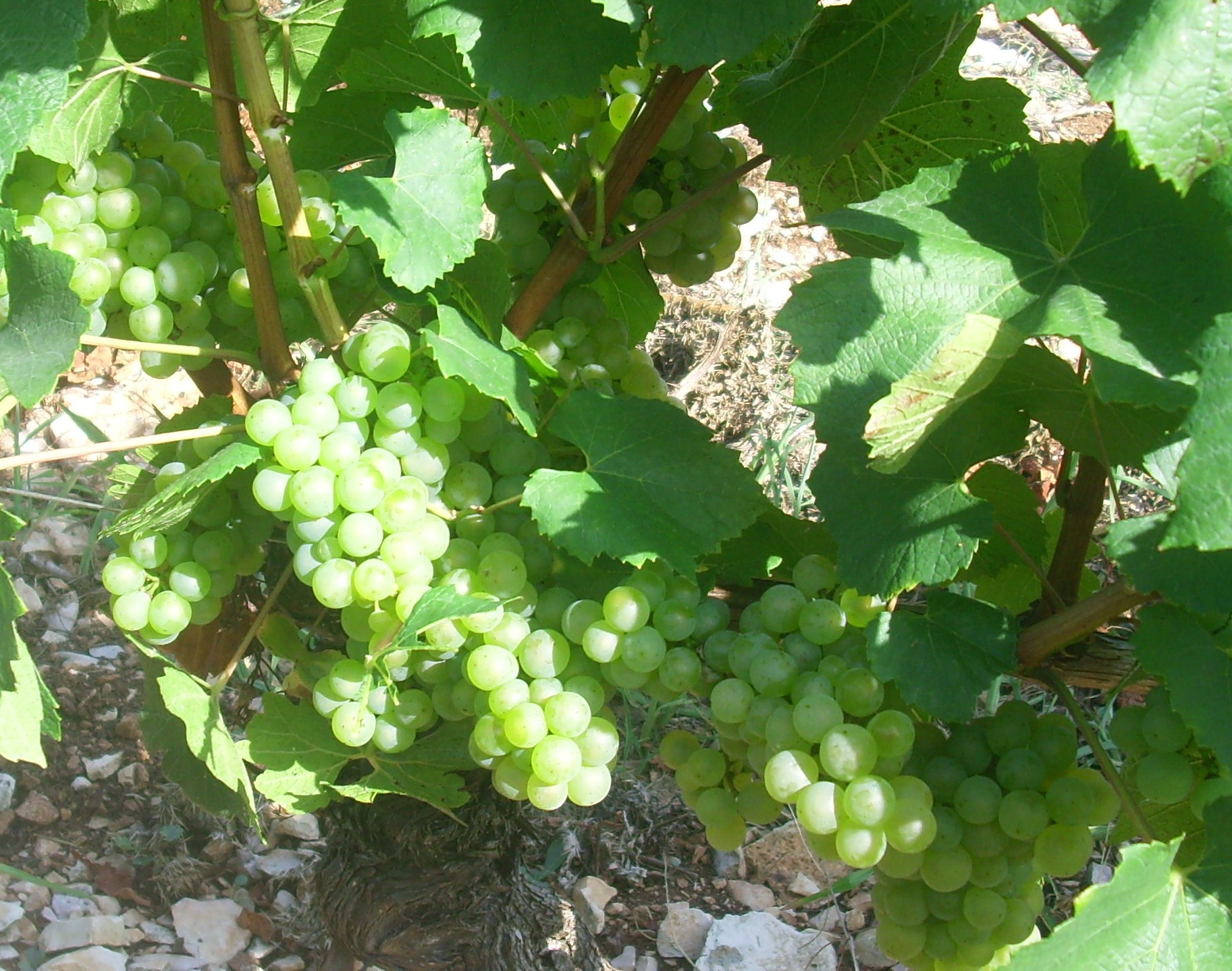
Grappes de chardonnay.

Le chardonnay compose les vins blancs de l'AOC. Ses grappes sont relativement petites, cylindriques, moins denses que celles du pinot noir, constituées de grains irréguliers, assez petits, de couleur jaune doré. De maturation de première époque comme le pinot noir, il s'accommode mieux d'une humidité de fin de saison avec une meilleure résistance à la pourriture s'il n'est pas en situation de forte vigueur. Il est sensible à l'oïdium et à la flavescence dorée. Il débourre un peu avant le pinot noir à Mercurey, ce qui le rend également sensible aux gelées printanières. Les teneurs en sucre des baies peuvent atteindre des niveaux élevés tout en conservant une acidité importante, ce qui permet d'obtenir des vins particulièrement bien équilibrés, puissants et amples, avec beaucoup de gras et de volume.

### Méthodes culturales
En réglementation, la densité de plantation de l'AOC doit être de minimum 8 000 pieds de vignes par hectare.

#### Travail manuel

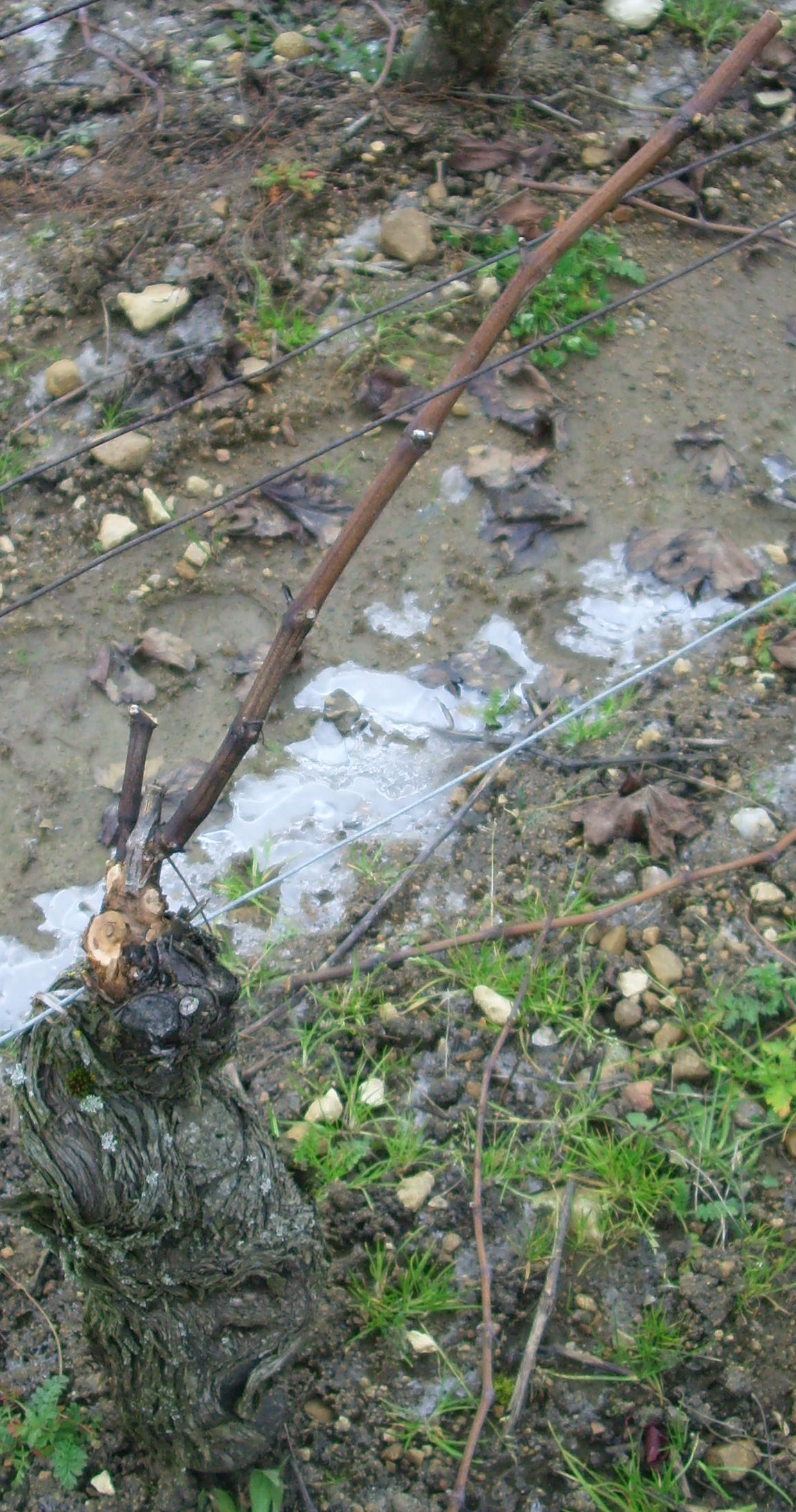
Pied de vigne taillé en guyot simple.

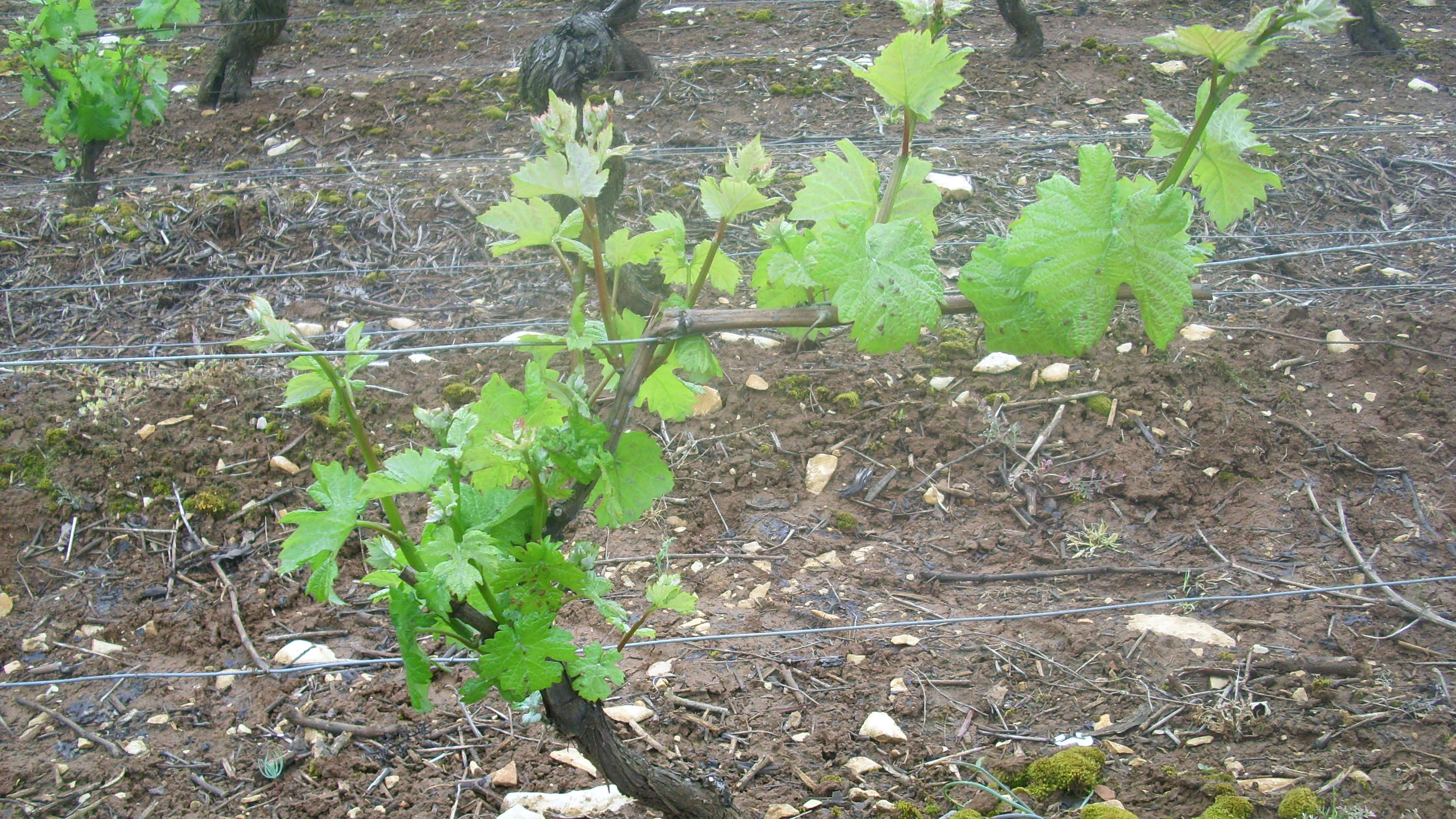
Pied de vigne avant un ébourgeonnage.

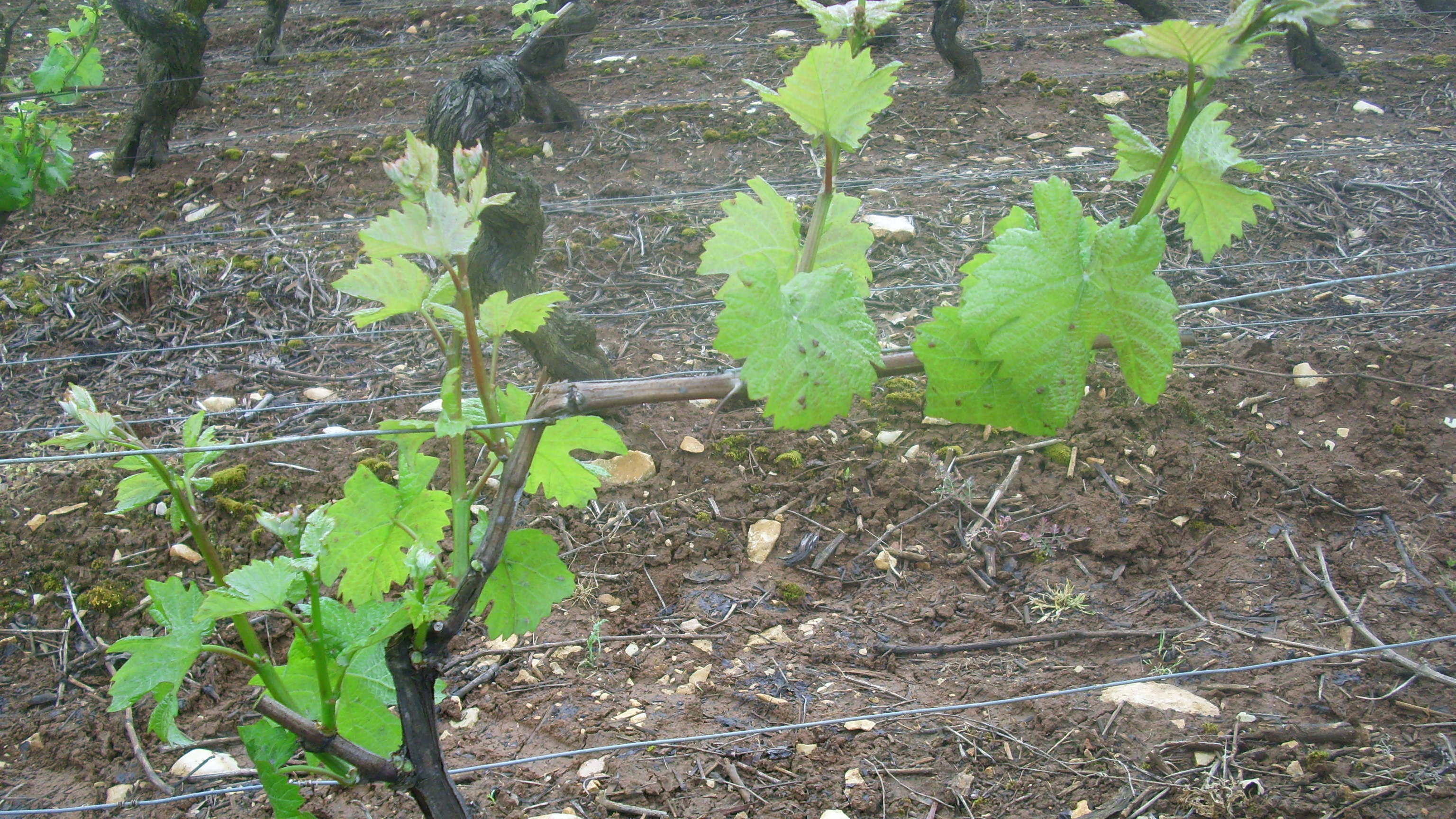
Pied de vigne après un ébourgeonnage.

Ce travail commence par la taille, en « guyot simple », avec une baguette de cinq à huit yeux et un courson de un à trois yeux. Plus rarement, est pratiquée la taille en « gobelet », en « cordon de royat » et la taille « dite de Chablis ». Le tirage des sarments suit la taille. Les sarments sont enlevés et peuvent être brûlés ou mis au milieu du rang pour être broyés. On passe ensuite aux réparations, pour remettre en état le système de palissage de la vigne (piquets, fils en métal, crampillons). Puis, vient le pliage des baguettes où celles-ci sont pliées et attachées sur les fils porteurs du palissage, car presque toutes les vignes de cette AOC sont taillées en « guyot simple ». Éventuellement, après le pliage des baguettes, une plantation de nouvelles greffes est réalisée. L'ébourgeonnage peut débuter dès que la vigne a commencé à pousser. Cette méthode permet, en partie, de réguler les rendements, en enlevant certaines jeunes branches de vigne (gourmands, double et triple bourres ou pousses). Le relevage des deux fils releveurs du palissage avec pose d'agrafes, est pratiqué lorsque la vigne commence à avoir bien poussé. En général, deux à trois relevages sont pratiqués. La vendange en vert est pratiquée de plus en plus dans cette appellation. Cette opération (coupe de certaines grappes de raisin) est effectuée dans le but de réguler les rendements, et surtout d'augmenter la qualité des raisins restants. Le travail manuel à la vigne se termine par l'étape importante des vendanges, où la récolte est mise en caisse ou dans une benne.

#### Travail mécanique
L'enjambeur est d'une aide précieuse. Les différents travaux se composent du broyage des sarments, réalisé lorsque les sarments sont tirés et mis au milieu du rang ; des trous faits à la tarière, là où les pieds de vignes sont manquants, en vue de planter des greffes au printemps ; du labourage ou griffage, réalisé dans le but d'aérer les sols et de supprimer des mauvaises herbes ; du désherbage fait chimiquement pour tuer les mauvaises herbes ; de plusieurs traitements des vignes, réalisés dans le but de les protéger contre certaines maladies cryptogamiques (mildiou, oïdium, pourriture grise, etc.) et certains insectes (eudémis et cochylis) ; de plusieurs rognages, consistant à reciper ou couper les branches de vignes (rameaux) qui dépassent du système de palissage ; des vendanges mécaniques se réalisant avec une machine à vendanger ou une tête de récolte montée sur un enjambeur.

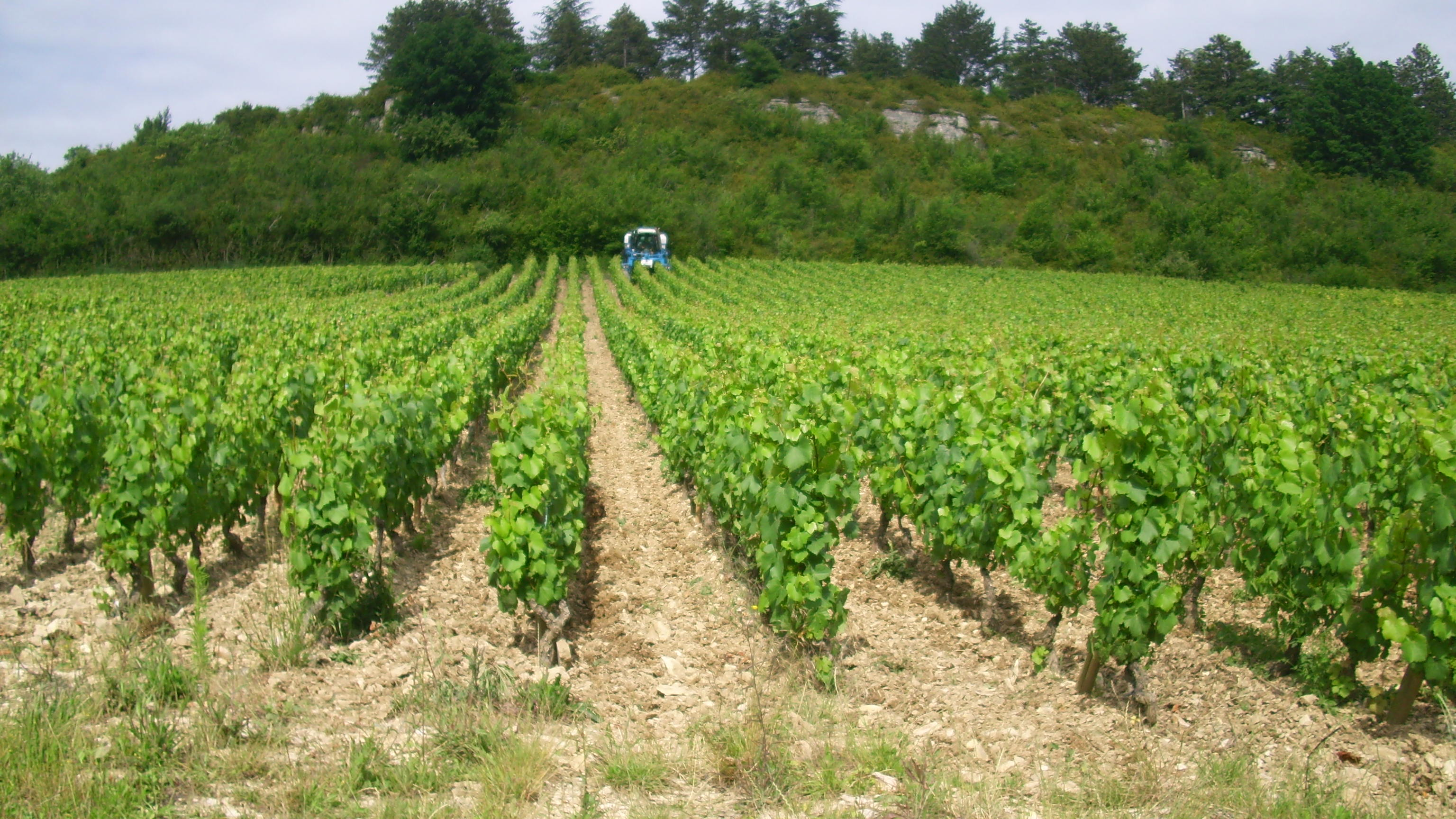
Enjambeur dans les Champs-Martin (premier cru).
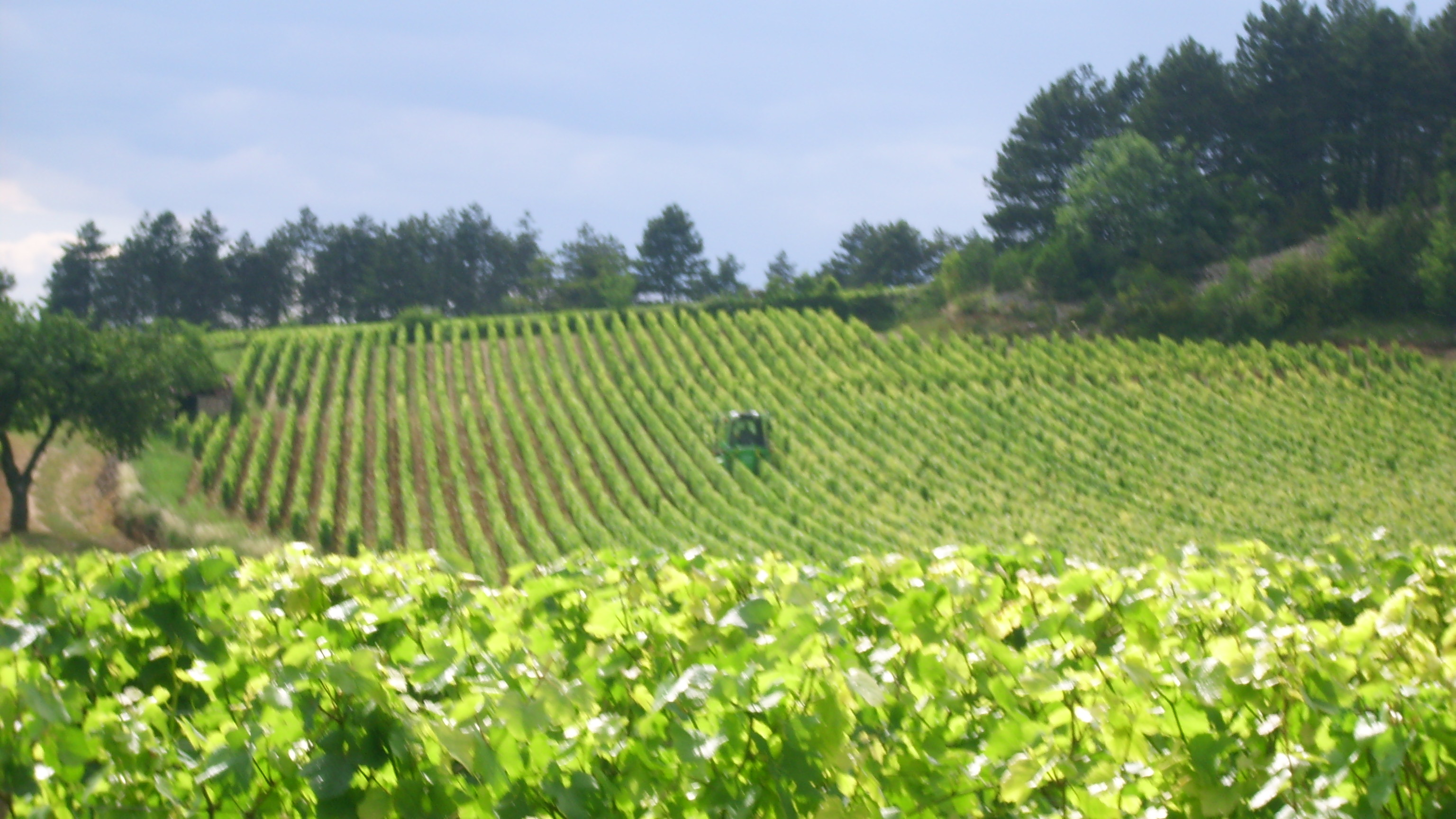
Enjambeur dans les Croichots (premier cru) : rognage.
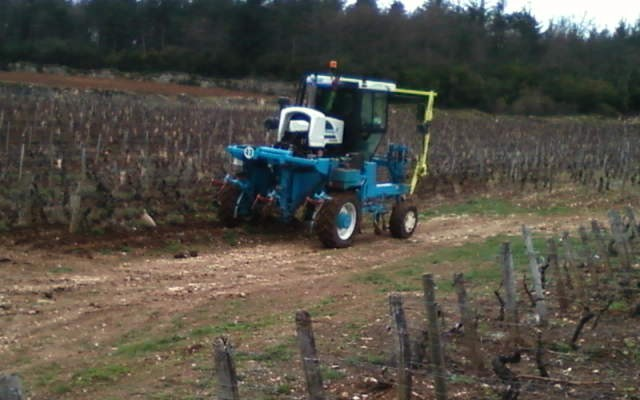
Enjambeur dans les Montots (village) : travail du sol.
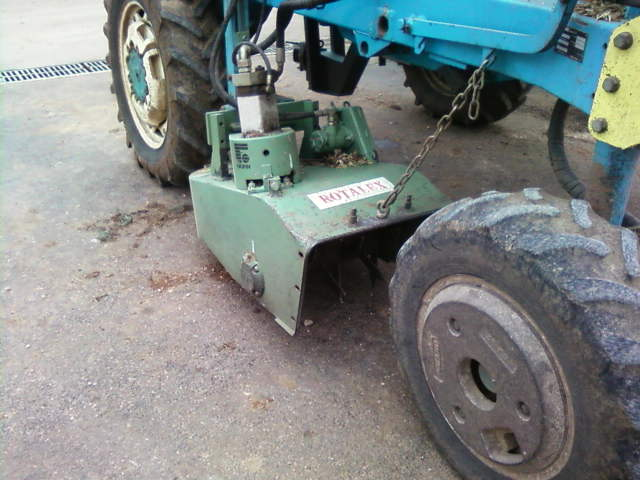
Broyeur à sarments.

### Rendements
Les rendements autorisés par le cahier des charges sont, en rouge, de 48 hectolitres par hectare en premier cru et 50 hectolitres par hectare en village ; et en blanc de 55 hectolitres par hectare en premier cru et 57 hectolitres par hectare en village. Les rendements butoirs sont quant à eux de de 56 hl/ha pour les rouges en premier cru (58 hl/ha en villages) et de 62 hl/ha pour les blancs premier cru (64 ha/hl en village).
Le rendement et le rendement butoir sont fixés dans le cahier des charges de l'appellation, ce rendement fixe la norme maximale de production autorisée. Ainsi les vignerons de l'AOC avec l'ODG de l'appellation et par décision de l'INAO, selon l'année, notamment en fonction des conditions climatiques particulières, le rendement peut être diminué ou augmenté dans la limite maximum du rendement butoir. Ainsi par exemple l'année 2018, avec des rendements importants, a vu ces rendements autorisés augmenter.
Pour le rouge (village), les rendements moyens déclarés récemment sont :
| Année | Superficie (ha) | Production (hl) | Rendement (hl/ha) |
| ----- | --------------- | --------------- | ----------------- |
| 2020  | 385             | 12 752          | 33                |
| 2021  | 387             | 9 865           | 26                |
| 2022  | 384             | 17 612          | 46                |
| 2023  | 377             | 18 721          | 50                |
| 2024  | 378             | 10 800          | 29                |

Pour le blanc (village), les rendements moyens déclarés récemment sont :
| Année | Superficie (ha) | Production (hl) | Rendement (hl/ha) |
| ----- | --------------- | --------------- | ----------------- |
| 2020  | 91              | 4 264           | 47                |
| 2021  | 94              | 1 944           | 21                |
| 2022  | 96              | 4 958           | 52                |
| 2023  | 95              | 5 211           | 55                |
| 2024  | 94              | 3 943           | 42                |

Les données des premiers crus étant publiées par le service des Douanes pour chaque climat séparément jusqu'en 2022, les données disponibles sont incomplètes, car de nombreux premiers crus ne rencontrent pas les critères de confidentialité.  Pour référence, le rendement des premiers crus (en rouge et en blanc) était de 45 hl/ha, pour des productions de 6 460 hl et 886 hl respectivement.

## Vinification et élevage
Voici les méthodes générales de vinification des producteurs de l'appellation. Il existe cependant des petites différences de méthode entre les différents viticulteurs, négociants et caves coopératives.

### Vinification en rouge
La récolte des raisins se fait à maturité et de façon manuelle ou mécanique. La vendange manuelle est le plus souvent triée, soit à la vigne soit à la cave, avec une table de tri, ce qui permet d'enlever les grappes pourries ou insuffisamment mûres. La vendange manuelle est généralement éraflée puis mise en cuve. Une macération pré-fermentaire à froid est quelquefois pratiquée. La fermentation alcoolique peut démarrer, le plus souvent après un levurage. Commence alors le travail d'extraction des polyphénols (tanins, anthocyanes) et autres éléments qualitatifs du raisin (polysaccharides, etc.). L'extraction se fait par pigeage, opération qui consiste à enfoncer le chapeau de marc dans le jus en fermentation à l'aide d'un outil en bois ou aujourd'hui d'un robot pigeur hydraulique. Plus couramment, l'extraction est conduite par des remontages, opération qui consiste à pomper le jus depuis le bas de la cuve pour arroser le chapeau de marc et ainsi lessiver les composants qualitatifs du raisin. Les températures de fermentation alcoolique peuvent être plus ou moins élevées suivant les pratiques de chaque vinificateur avec une moyenne générale de 28 à 35 degrés au maximum de la fermentation. La chaptalisation est réalisée si le degré naturel est insuffisant : cette pratique est réglementée. À l'issue de la fermentation alcoolique, suit l'opération de décuvage qui donne le vin de goutte et le vin de presse. La fermentation malolactique se déroule ensuite mais est dépendante de la température. Le vin est soutiré et mis en fût ou cuve pour son élevage (avec ouillage et soutirage). L'élevage se poursuit pendant plusieurs mois (12 à 24 mois) puis, le vin est collé, filtré et mis en bouteilles.

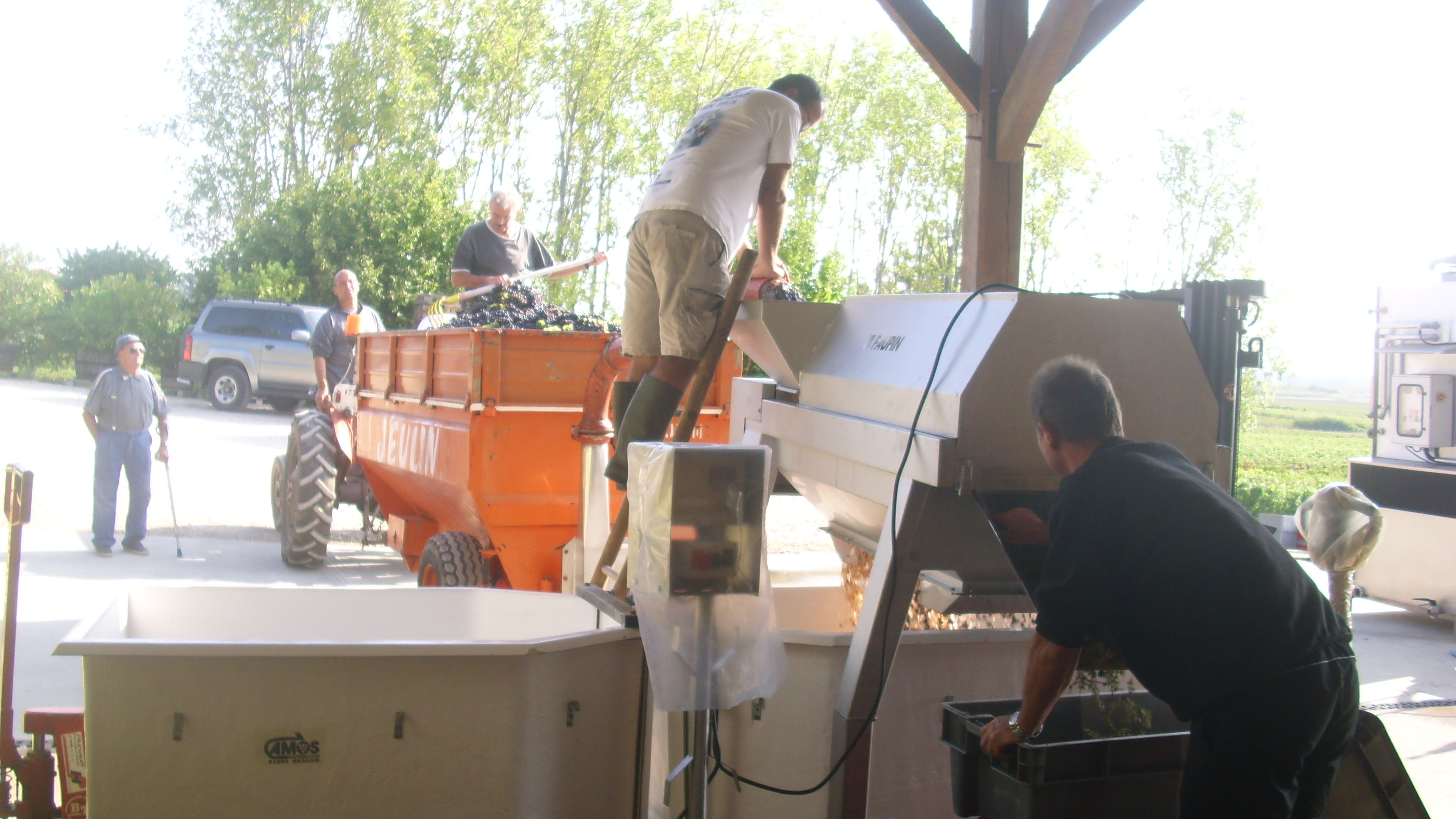
Réception de la vendange en rouge (éraflage).
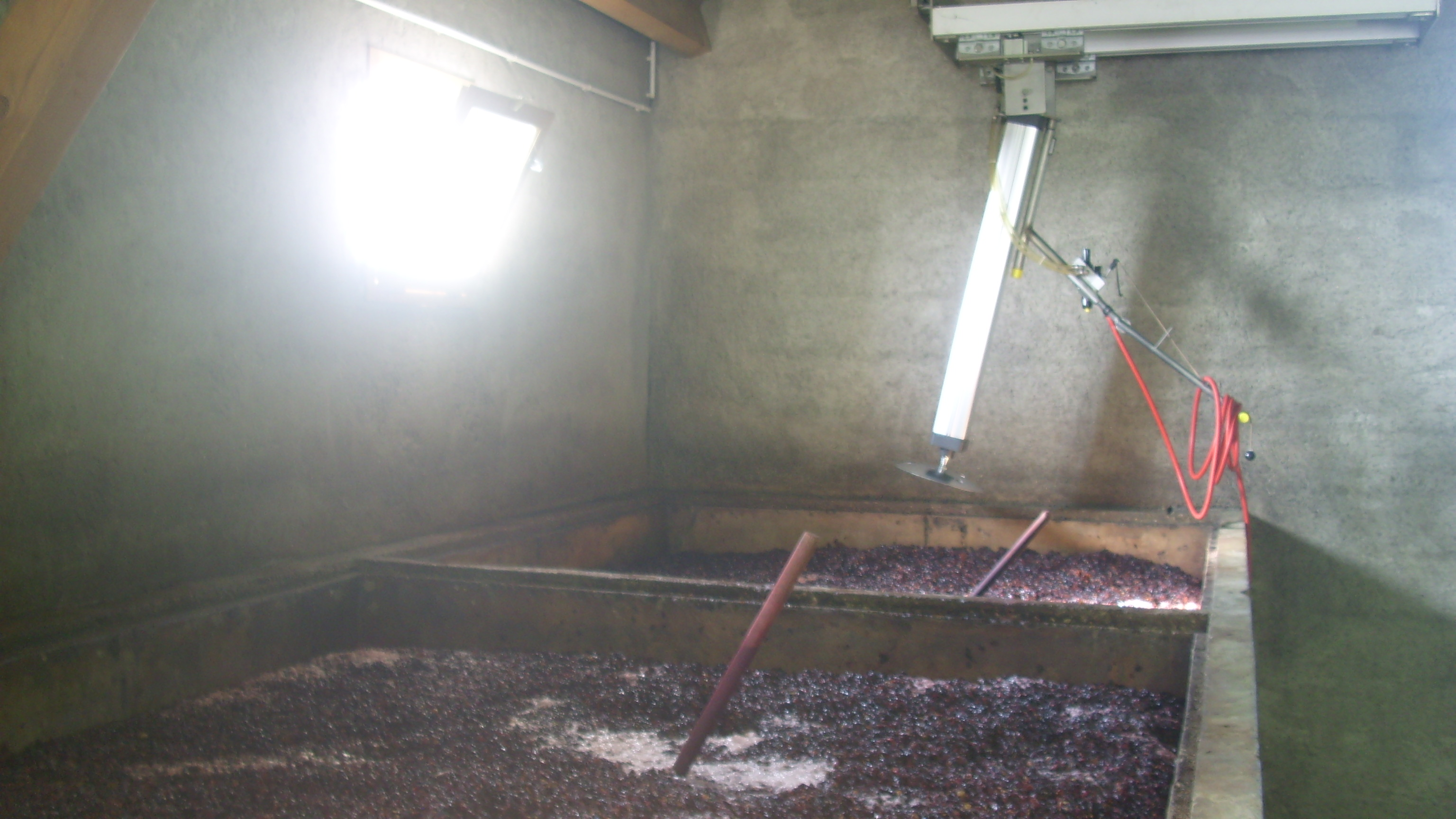
Vendange en cuve avec pigeur pour pigeage au-dessus.
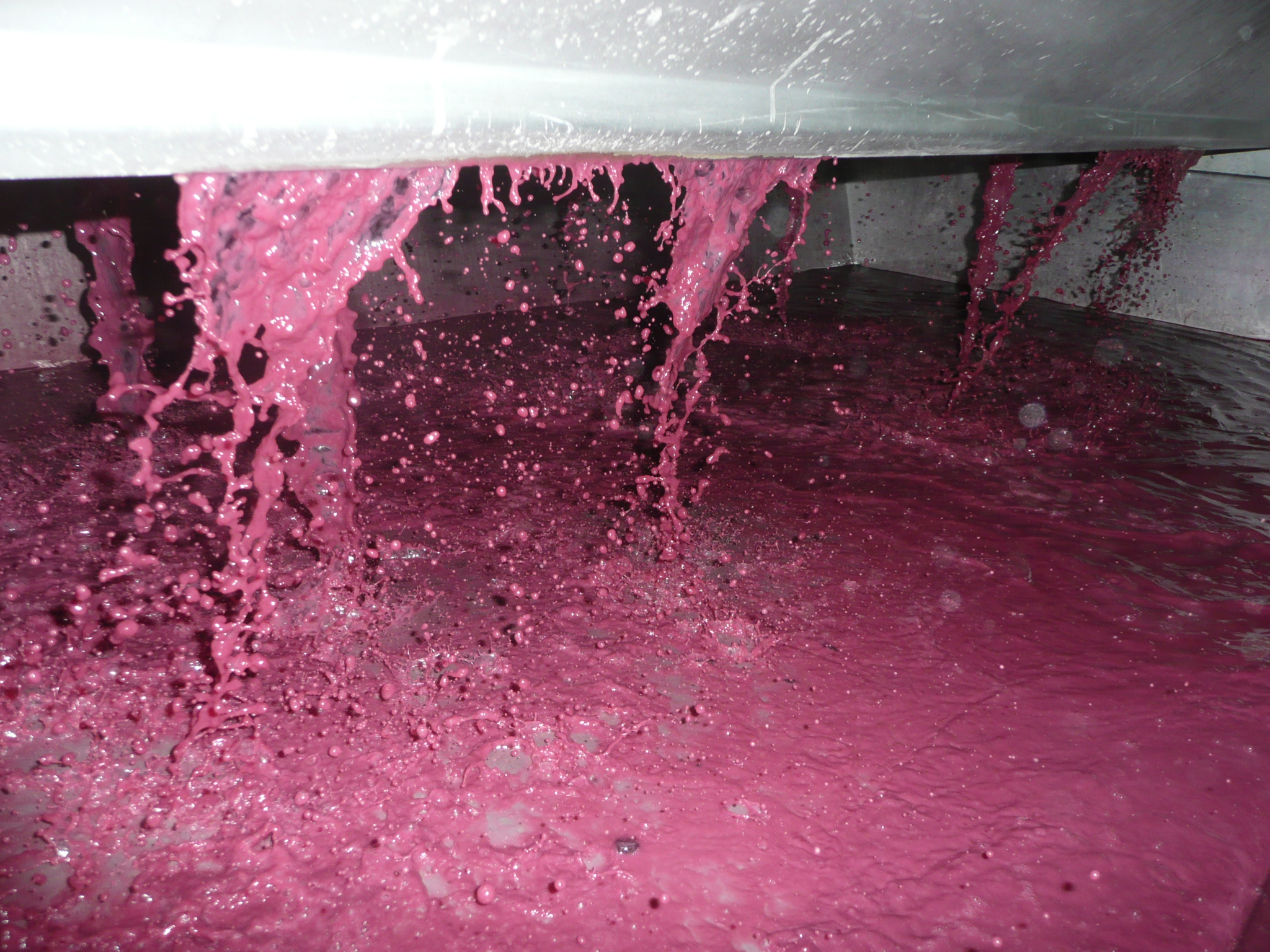
Vin rouge pendant un pressurage lors d'un décuvage (vin de presse).

### Vinification en blanc

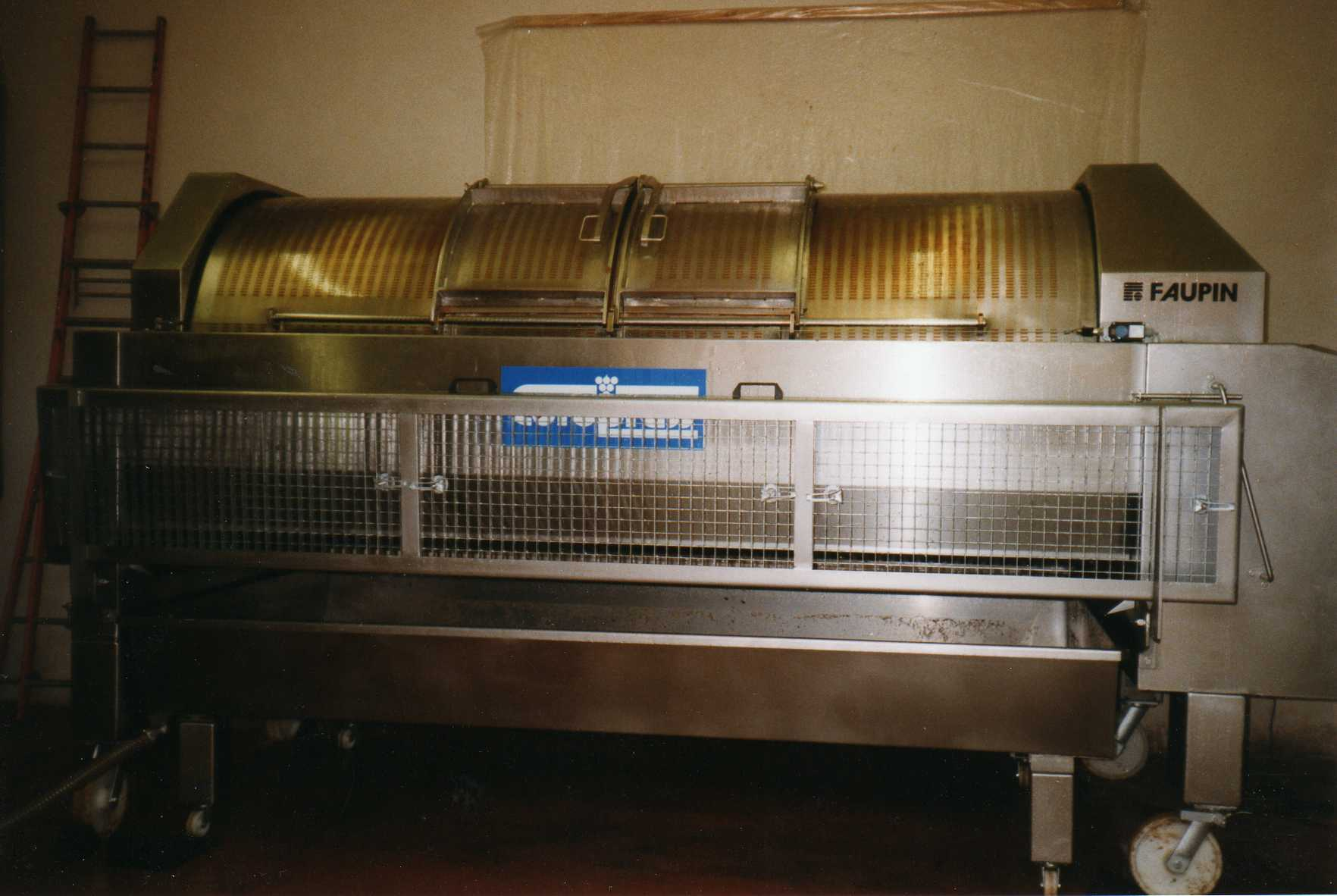
Pressoir pneumatique servant au pressurage.

Comme pour le rouge, la récolte est manuelle ou mécanique et peut être triée. Les raisins sont ensuite transférés dans un pressoir pour le pressurage. Une fois le moût en cuve, le débourbage est pratiqué généralement après un enzymage. À ce stade, une stabulation préfermentaire à froid (environ 10 à 12 degrés pendant plusieurs jours) peut être recherchée pour favoriser l'extraction des arômes. Mais le plus souvent, après 12 à 48 heures, le jus clair est soutiré et mis à fermenter. La fermentation alcoolique se déroule avec un suivi tout particulier pour les températures qui doivent rester à peu près stables (18 à 24 degrés). La chaptalisation est aussi pratiquée pour augmenter le titre alcoométrique volumique si nécessaire. La fermentation malolactique est réalisée en fûts ou en cuves. Les vins sont élevés « sur lies », en fûts dans lesquels le vinificateur réalise régulièrement un « bâtonnage », c'est-à-dire une remise en suspension des lies. Cette opération dure pendant plusieurs mois au cours de l'élevage des blancs. À la fin, la filtration du vin est pratiquée pour rendre les vins plus limpides. La mise en bouteille clôture l'opération.

### Titres alcoométriques volumique minimal et maximal
Voici les titres alcoométriques volumique (anciennement appelé degré du vin) minimal et maximal des vins rouges et vins blancs, que doivent respecter les exploitants de cette appellation, pour que leurs vins soit commercialisables :
| AOC                           | Rouge      | Rouge      | Blanc      | Blanc      |
| Titre alcoométrique volumique | minimal    | maximal    | minimal    | maximal    |
| Village,                      | 10,5 % vol | 13,5 % vol | 11 % vol   | 13,5 % vol |
| Premier cru,                  | 11 % vol   | 14 % vol   | 11,5 % vol | 14 % vol   |

Les vins de mercurey, doivent avoir au minimum une richesse en sucre, pour les appellations village de 180 grammes/litre pour les vins rouges et 178 grammes/litre pour les vins blancs ; pour les dénominations premier cru de 189 grammes/litre de moût pour les vins rouges et 187 grammes/litre pour les vins rouges. La chaptalisation est pratiquée sur cette AOC, dans la limite maximale d'enrichissement en sucre (saccharose) de 2 % volume, c'est-à-dire d'un accroissement de 2 points du titre alcoométrique. Il faut également que les vins rouges est moins de deux grammes par litre de sucre résiduel et trois grammes par litre pour les vins blancs.

## Terroir et vins

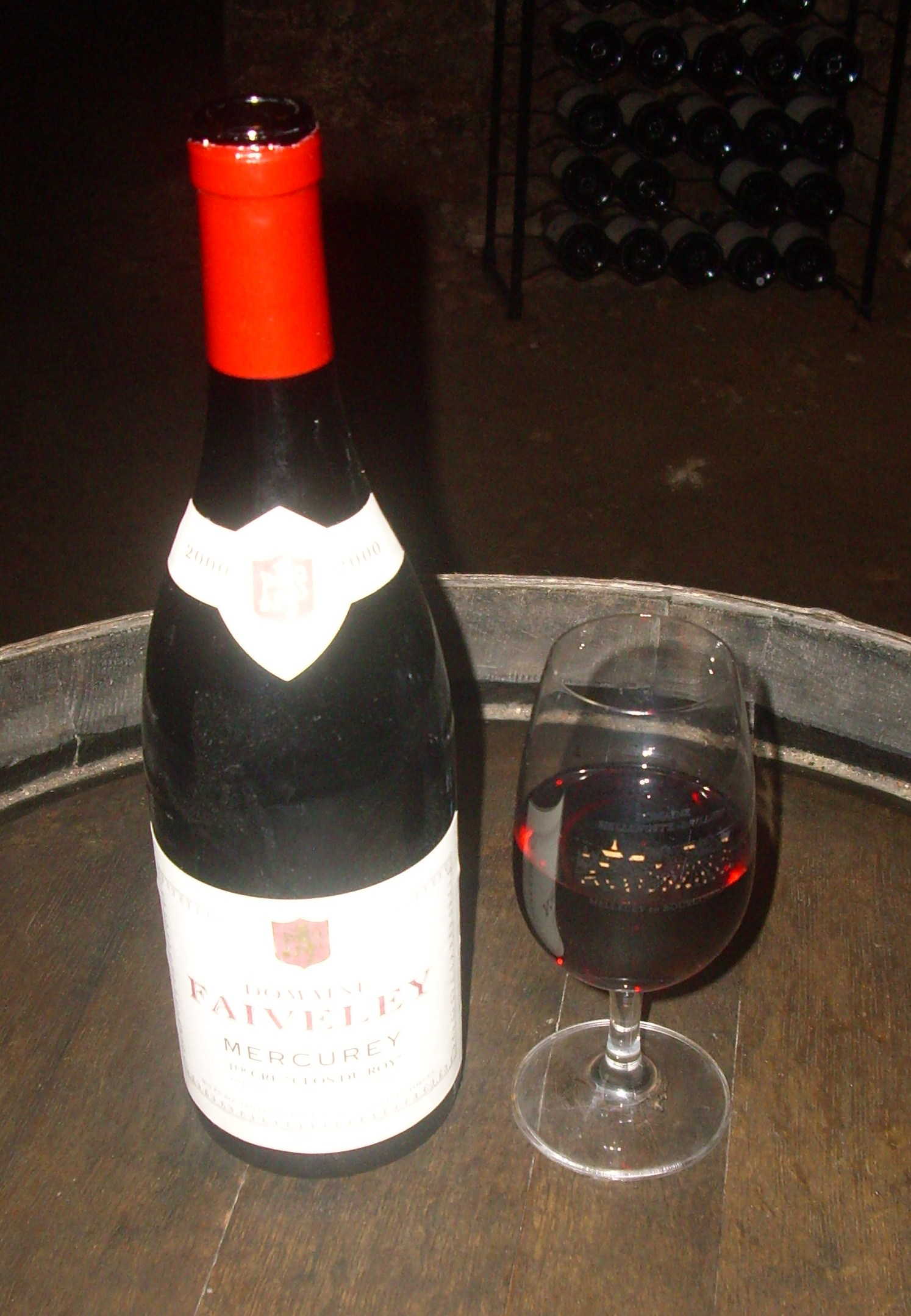
Mercurey 1er cru Clos du Roy 2000.

En général, les vins rouges de Mercurey sont d'une robe rubis avec des arômes de fruits rouges (framboise, fraise, cerise, etc.), de sous-bois et une bouche assez puissante, riches et structurés. Certains terroirs donnent cependant des vins plus souples et plus fins. Plus précisément, les sols issus de calcaires durs donnent des vins rouges assez structurés ; ceux issus de marnes donnent des vins rouges aux caractères plus divers et de très bons vins blancs ; pour finir, ceux issus de dépôts caillouteux donnent surtout des rouges de bonne tenue et assez charnus. Les vins blancs sont plus confidentiels mais exploitent bien le potentiel du chardonnay avec généralement une couleur dorée, des reflets verts, des arômes de fleurs blanches, de noisettes, d'amandes, d'épices et une note parfois minérale, gourmande en bouche.
La dernière étude géo-pédologique de l'AOC (résultat sorti en 2008), est commentée par Laurent Juillot (président de l'Union des Producteurs de mercurey) : « Cette étude doit nous permettre d'éditer une carte des sols afin d'expliquer aux clients la diversité de nos vins. Elle servira également à réviser l'appellation en affinant les délimitations des premiers crus et, pourquoi pas, en définissant une zone de grand cru ». Ainsi le Clos des Barraults et le  Clos des Montaigus en pinot noir, la Mission en chardonnay, pourraient bénéficier de cette révision.

## Gastronomie, température de service et garde

### Gastronomie
Le vin rouge de mercurey s'accorde bien avec certaines viandes en sauce (coq au vin, bœuf bourguignon), des entrecôtes, des pièces de bœuf (braisé ou en sauce), du porc rôti, des volailles mijotées, du petit gibier (canard, faisan), du poulet grillé, de la charcuterie, certains fromages à pâtes molles (comme l'époisses, entre autres) et des fromages affinés.
Le vin blanc de cette AOC s'accorde bien avec du poisson grillé ou en sauce, des fruits de mer cuisinés (comme des moules marinières par exemple), une blanquette de veau, du saumon fumé. Il convient aussi avec des fromages à pâte dure. Il se marie avec la cuisine asiatique et peut aussi être servi en apéritif.
Mercurey produit aussi des alcools : marc, fine et ratafia qui sont dégustés en apéritif, digestif et agrémentent de nombreux plats traditionnels.
Olivier Poussier décrit les vins de Mercurey :

« Les beaux vins de Mercurey possèdent une certaine densité, une matière qui leur permet de rivaliser avec certains crus de la Côte de Beaune et vieillir quinze à vingt ans, dans des millésimes solaires. Ce sont des pinots noirs très structurés, assez tanniques qui naturellement demandent du temps avant d'être bus. »

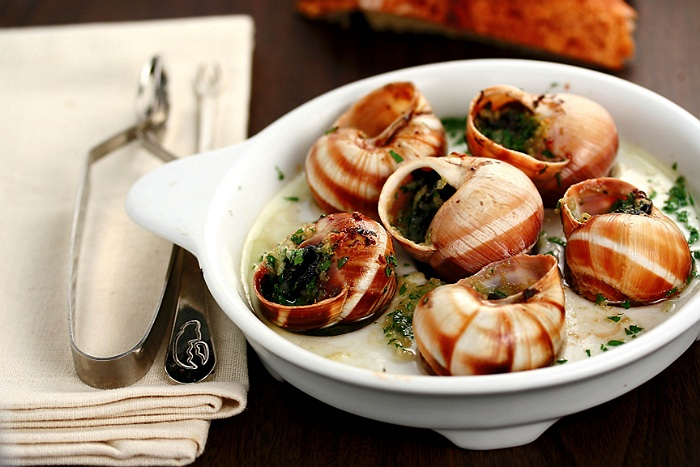
Les escargots persillés à la bourguignonne.
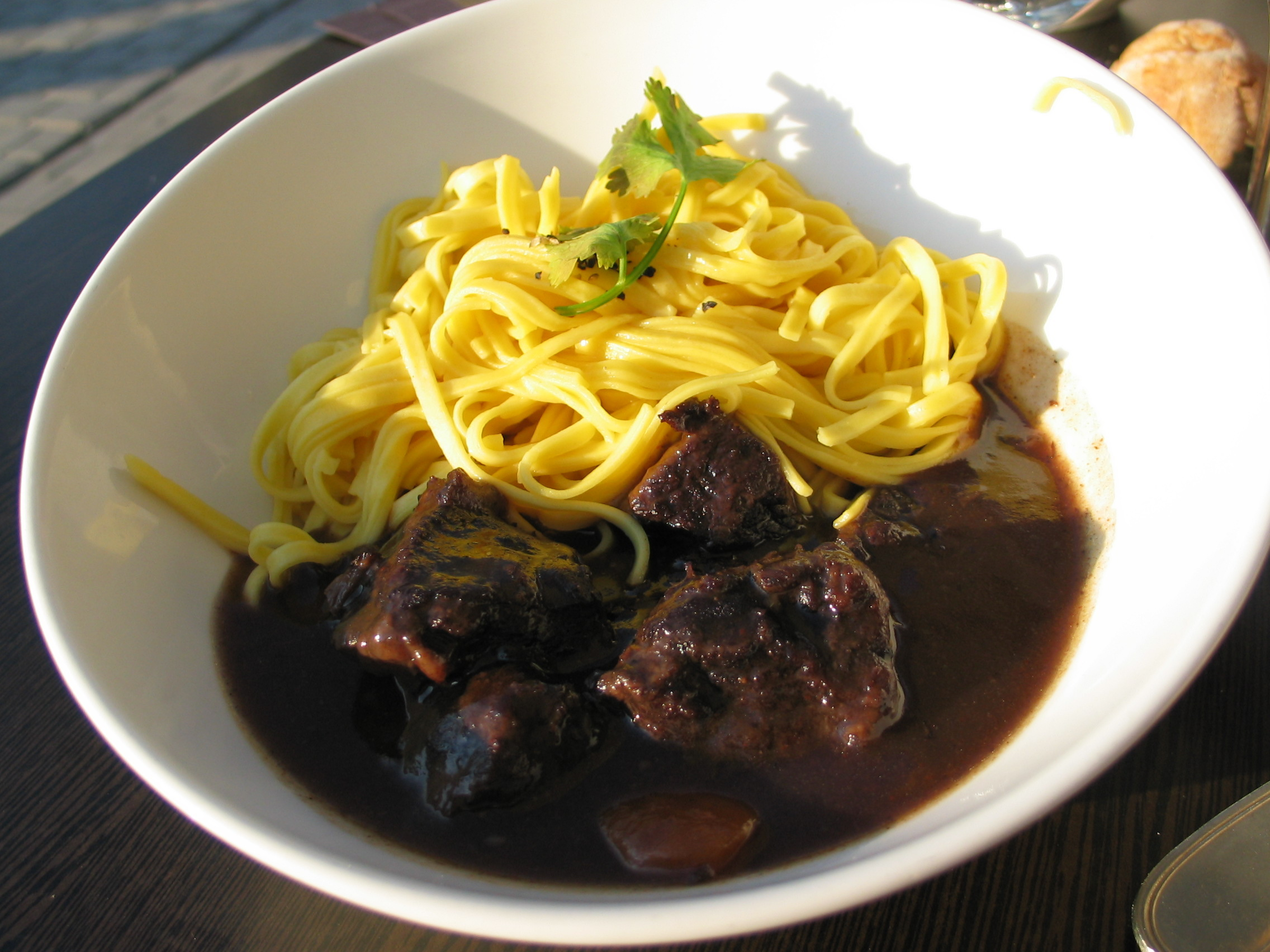
Bœuf bourguignon à base de joue servi avec des pâtes.
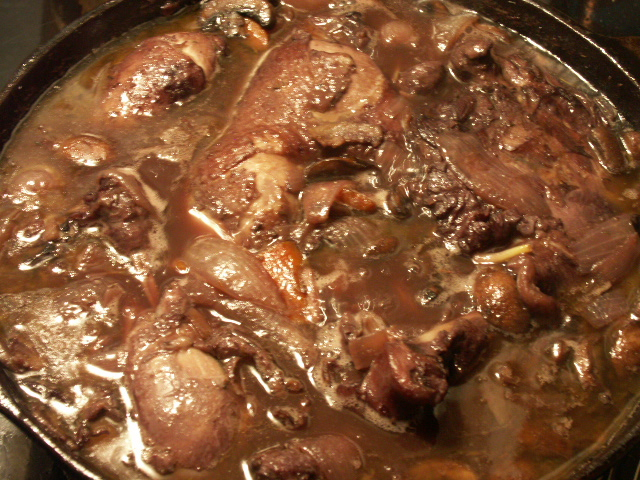
Coq au vin dans sa marmite.
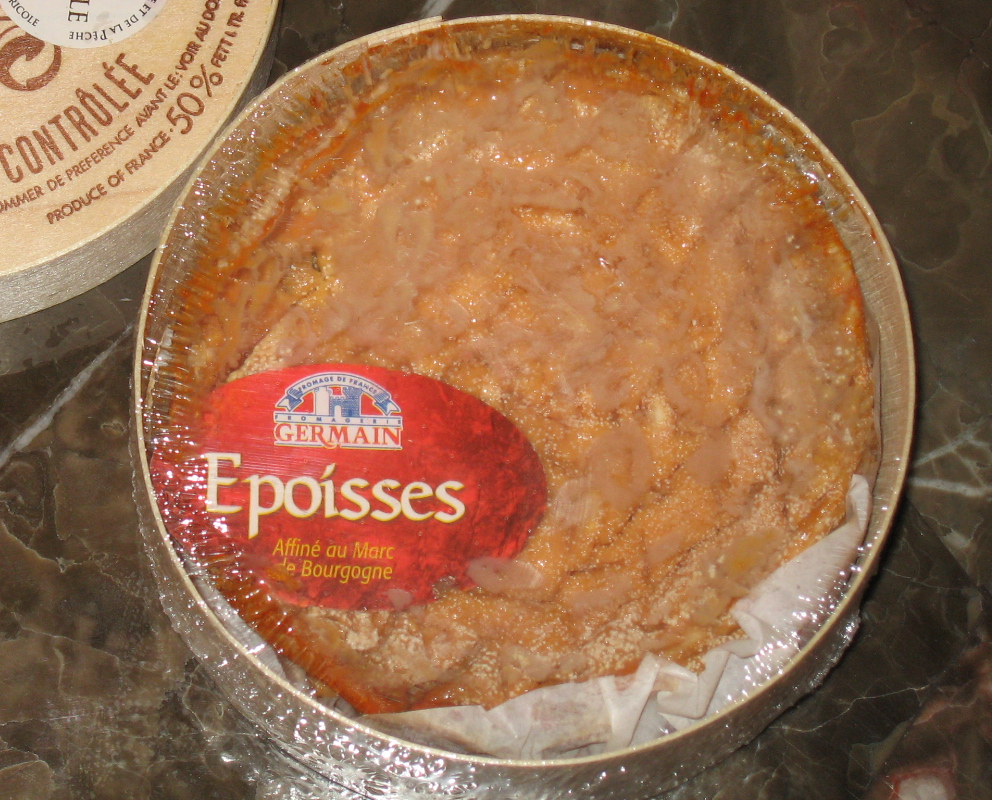
Époisses dans sa traditionnelle boite en bois.
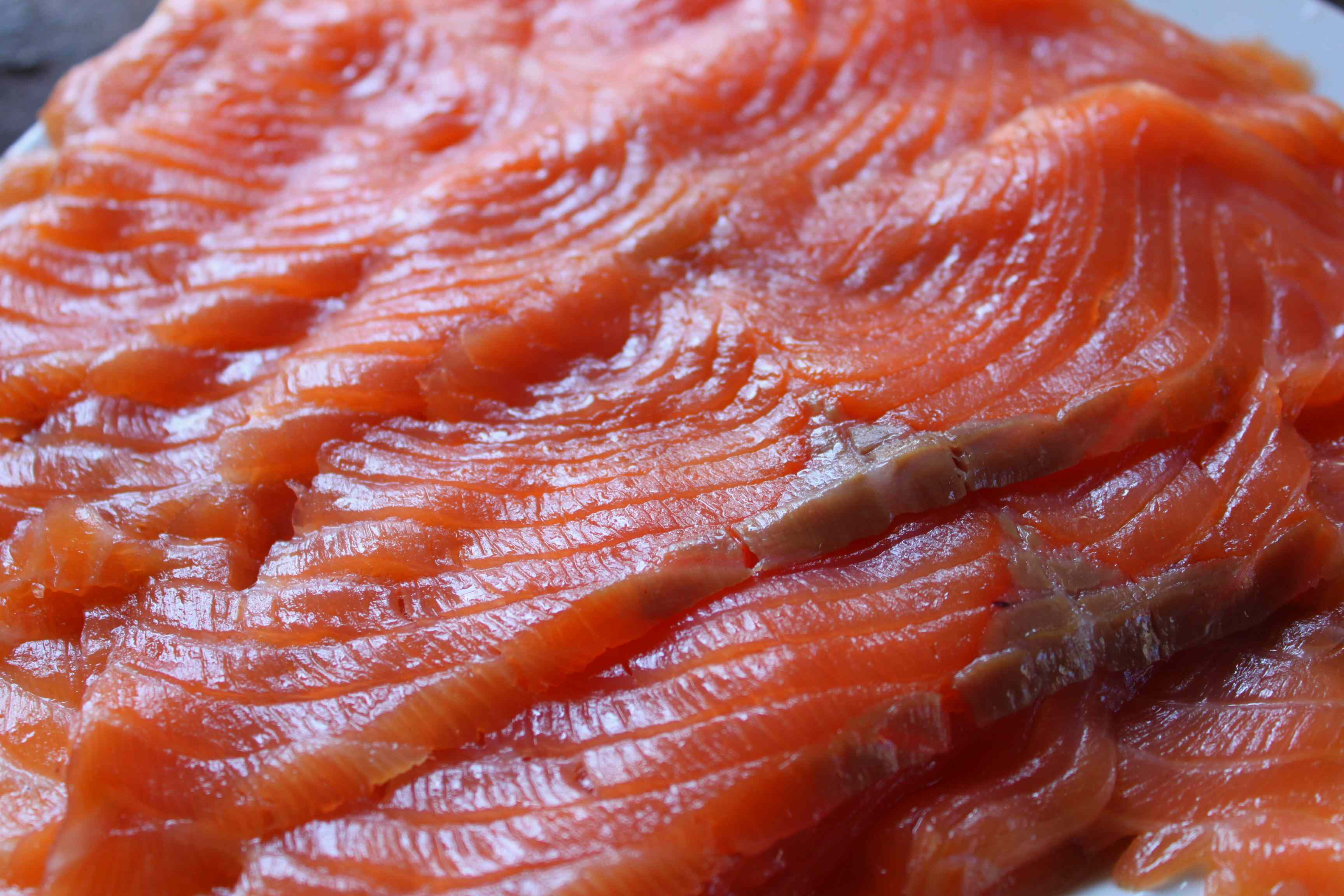
Saumon fumé.
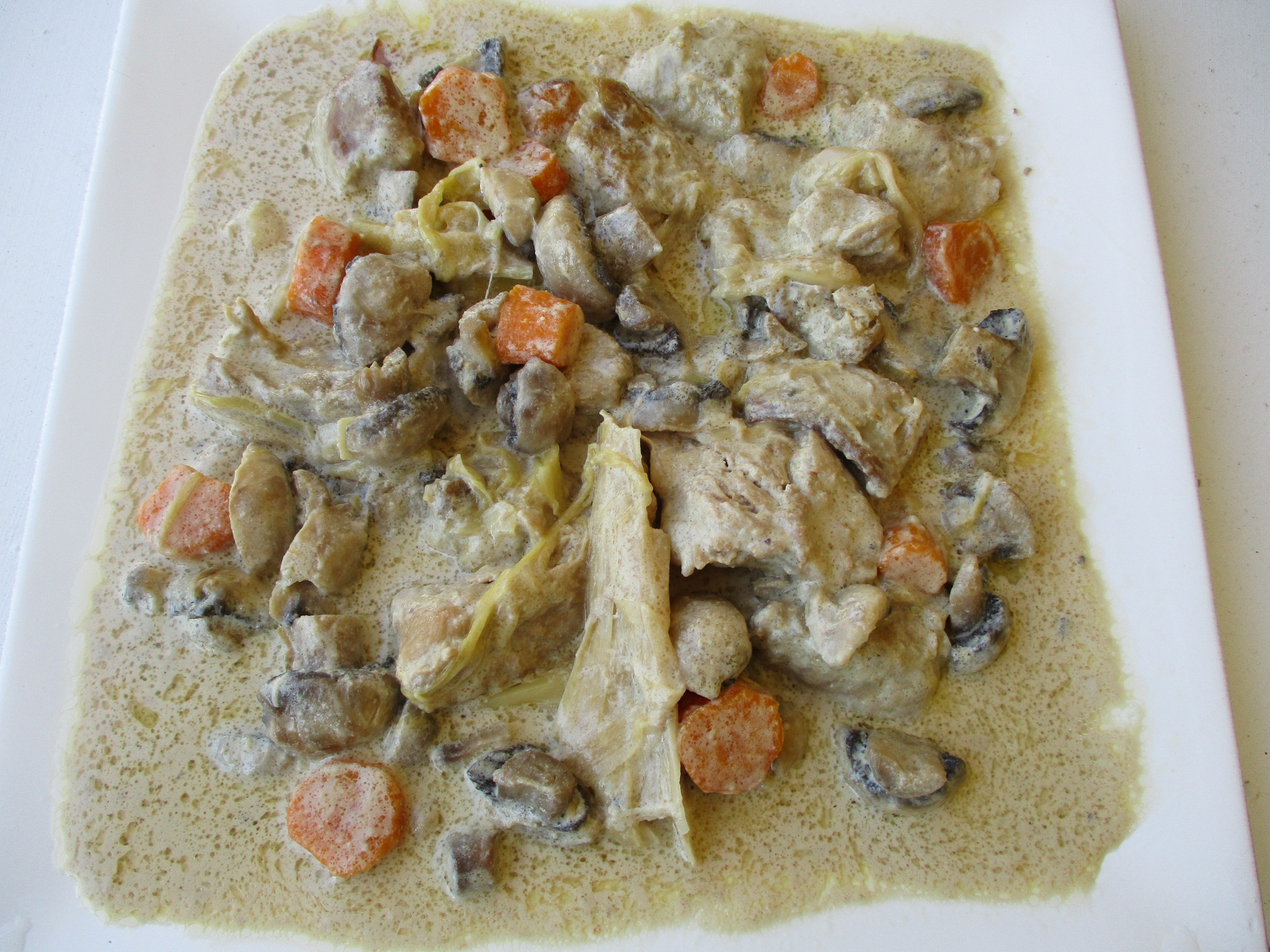
Blanquette de veau.

### Température de service et garde
Les vins rouges de mercurey se servent entre 14 et 15 degrés (vin jeune) et 15 à 16 degrés (vin à maturité). Ce sont des vins bien équilibrés par une bonne acidité, avec une solidité et une charpente qui les rangent parmi les vins de bonne garde. En moyenne, ils se gardent entre 5 et 10 ans mais atteignent leur pleine maturité vers 6 à 8 ans d'âge. Certains vins, surtout dans les premiers crus, ont un potentiel de garde plus important et peuvent dépasser les 10 ans de garde.
Les vins blancs de cette appellation se servent entre 11 et 13 degrés. Les vins sont équilibrés, la bonne acidité permet une garde entre 2 et 8 ans (davantage pour les grands millésimes). Les premiers crus ont, eux aussi, un potentiel de garde plus important que les appellations villages.

## Millésimes

### Mercurey rouge
Ils correspondent aux vins rouges de l'AOC. Ils sont notés : année exceptionnelle , grande année , bonne année ***, année moyenne **, année médiocre *.
| Caractéristiques | Article de qualité | Article de qualité | Bon article | ***                | Article de qualité | Bon article | **          | ***  | ***         | Bon article        |
| Millésimes 2000 | 2009               | 2008               | 2007        | 2006               | 2005               | 2004        | 2003        | 2002 | 2001        | 2000               |
| Caractéristiques | Article de qualité | ***                | Bon article | ***                | Article de qualité | ***         | Bon article | ***  | ***         | ***                |
| Millésimes 1990 | 1999               | 1998               | 1997        | 1996               | 1995               | 1994        | 1993        | 1992 | 1991        | 1990               |
| Caractéristiques | Bon article        | ***                | **          | Article de qualité | Article de qualité | **          | Bon article | ***  | ***         | Article de qualité |
| Millésimes 1980 | 1989               | 1988               | 1987        | 1986               | 1985               | 1984        | 1983        | 1982 | 1981        | 1980               |
| Caractéristiques | Bon article        | Bon article        | **          | ***                | Bon article        | **          | ***         | ***  | **          | **                 |
| Millésimes 1970 | 1979               | 1978               | 1977        | 1976               | 1975               | 1974        | 1973        | 1972 | 1971        | 1970               |
| Caractéristiques | ***                | Bon article        | **          | ***                | *                  | **          | **          | **   | Bon article | **                 |
| Millésimes 1960 | 1969               | 1968               | 1967        | 1966               | 1965               | 1964        | 1963        | 1962 | 1961        | 1960               |
| Caractéristiques | Bon article        | *                  | **          | ***                | *                  | ***         | **          | ***  | Bon article | **                 |
| Millésimes 1950 | 1959               | 1958               | 1957        | 1956               | 1955               | 1954        | 1953        | 1952 | 1951        | 1950               |
| Caractéristiques | Article de qualité | **                 | **          | *                  | Bon article        | ***         | ***         | ***  | **          | ***                |
| Millésimes 1940 | 1949               | 1948               | 1947        | 1946               | 1945               | 1944        | 1943        | 1942 | 1941        | 1940               |
| Caractéristiques | Article de qualité | **                 | Bon article | /                  | /                  | /           | /           | /    | /           | /                  |
| Sources : Bourgogne Aujourd'hui no 154, page sur Spécial Millésime 2019 (Unique), p. 18 ; Bourgogne Aujourd'hui no 154, page sur Spécial Millésime 2019, 2009-2018 10 millésimes en Bourgogne (Côte Chalonnaise), p. 19 ; Platsnetvins : Mercurey Rouge ; Le Point : Tableau des millèsimes de 2005 à 2017 ; Bourgogne Aujourd'hui no 90, page sur Millésime 2009 (Dans la lignée des grands), p. 6 ; Site des vins du siècle (Vintage Code) ; Bourgogne Aujourd'hui no 82, Spécial 2007, p. 29 ; Le Figaro et La Revue du Vin de France : Vins de France et du Monde (intérieur de la couverture du no 17) ; Olivier Orban et Jean-Pierre de Monza : L'atlas des vins de France, p. 140 ; Atlas Mondial du Vin de Hugh Johnson, p. 53 ; Hubert Duyker (édition "Fernand Nathan") : Grands vins de Bourgogne, p. 17. |                    |                    |             |                    |                    |             |             |      |             |                    |

Soit sur 73 ans, 10 années exceptionnelles, 16 grandes années, 24 bonnes années, 
19 années moyennes et 4 années médiocres.

### Mercurey blanc
Ils correspondent aux vins blancs de l'AOC. Ils sont notés : année exceptionnelle , grande année , bonne année ***, année moyenne **, année médiocre *.
| Caractéristiques | Bon article        | ***  | Bon article        | ***                | Bon article        | Bon article | ***         | Bon article        | ***                | Bon article        |
| Millésimes 2000 | 2009               | 2008 | 2007               | 2006               | 2005               | 2004        | 2003        | 2002               | 2001               | 2000               |
| Caractéristiques | Article de qualité | ***  | Bon article        | Article de qualité | Article de qualité | ***         | ***         | Bon article        | ***                | Bon article        |
| Millésimes 1990 | 1999               | 1998 | 1997               | 1996               | 1995               | 1994        | 1993        | 1992               | 1991               | 1990               |
| Caractéristiques | ***                | ***  | ***                | Article de qualité | Bon article        | ***         | ***         | Bon article        | ***                | Article de qualité |
| Millésimes 1980 | 1989               | 1988 | 1987               | 1986               | 1985               | 1984        | 1983        | 1982               | 1981               | 1980               |
| Caractéristiques | Bon article        | ***  | **                 | ***                | Bon article        | **          | Bon article | ***                | **                 | **                 |
| Millésimes 1970 | 1979               | 1978 | 1977               | 1976               | 1975               | 1974        | 1973        | 1972               | 1971               | 1970               |
| Caractéristiques | Bon article        | ***  | **                 | Bon article        | **                 | ***         | ***         | **                 | Article de qualité | ***                |
| Millésimes 1960 | 1969               | 1968 | 1967               | 1966               | 1965               | 1964        | 1963        | 1962               | 1961               | 1960               |
| Caractéristiques | Bon article        | *    | ***                | ***                | *                  | Bon article | **          | Article de qualité | Bon article        | *                  |
| Millésimes 1950 | 1959               | 1958 | 1957               | 1956               | 1955               | 1954        | 1953        | 1952               | 1951               | 1950               |
| Caractéristiques | Bon article        | **   | ***                | *                  | Bon article        | **          | Bon article | ***                | *                  | ***                |
| Millésimes 1940 | 1949               | 1948 | 1947               | 1946               | 1945               | 1944        | 1943        | 1942               | 1941               | 1940               |
| Caractéristiques | Bon article        | ***  | Article de qualité | /                  | /                  | /           | /           | /                  | /                  | /                  |
| Sources : Bourgogne Aujourd'hui no 154, page sur Spécial Millésime 2019 (Unique), p. 18 ; Bourgogne Aujourd'hui no 154, page sur Spécial Millésime 2019, 2009-2018 10 millésimes en Bourgogne (Côte Chalonnaise), p. 19 ; Le Point : Tableau des millèsimes de 2005 à 2017 ; Bourgogne Aujourd'hui no 90, page sur Millésime 2009 (Dans la lignée des grands), p. 6 ; Site des vins du siècle (Vintage Code) ; Bourgogne Aujourd'hui no 82, Spécial 2007, p. 29 ; Le Figaro et La Revue du Vin de France : Vins de France et du Monde (intérieur de la couverture du no 17) ; Olivier Orban et Jean-Pierre de Monza : L'atlas des vins de France, p. 140 ; Atlas Mondial du Vin de Hugh Johnson, p. 53 ; Hubert Duyker (édition "Fernand Nathan") : Grands vins de Bourgogne, p. 17. |                    |      |                    |                    |                    |             |             |                    |                    |                    |

Soit sur 73 ans, 8 années exceptionnelles, 23 grandes années, 27 bonnes années, 
10 années moyennes et 5 années médiocres.

## Économie

### Production
La production brute moyenne est d'environ 24 300 hl (dont 6 355 hl en premier cru) pour les vins rouges et 3 700 hl (dont 685 hl en premier cru) pour les vins blancs. En 2017 le volume de production représente 24 921 hl en vin rouge et 4 761 hl en vin blanc. Ce qui donne en 2006, environ 3 167 000 bouteilles de vins rouges et 482 000 bouteilles de vins blancs. Il y a cependant des fluctuations de production selon les années, à cause des conditions climatiques.
Tableau des années de production de 1998 à 2008  et pour 2017 (chiffres en hectolitres) :
| 1998  | 1999   | 2000   | 2001   | 2002   | 2003   | 2004   | 2005   | 2006   | 2007   | 2008   | 2017   |        |
| Rouge | 21 757 | 23 784 | 28 950 | 26 888 | 24 419 | 24 813 | 19 429 | 25 973 | 24 002 | 22 138 | 23 675 | 24 921 |
| Blanc | 3 437  | 2 805  | 4 047  | 4 257  | 3 631  | 3 785  | 2 663  | 4 188  | 3 813  | 3 746  | 3 906  | 4 761  |

### Commercialisation
La commercialisation du mercurey se fait par divers canaux de vente : dans les caveaux du viticulteur, dans les salons des vins (vignerons indépendants, etc.), dans les foires gastronomiques, par exportation (aux États-Unis, en Angleterre, Japon, Belgique, Chine, Russie, etc.), dans les Cafés-Hôtels-Restaurants (C.H.R), dans les grandes et moyennes surfaces (G.M.S) ou en vin en vrac (cubitainer). Les prix de vente « départ de cave », à la bouteille, du mercurey vont de 8 à 9 euros minimum pour une appellation village à 40 euros maximum pour une appellation premier cru.
Pour les prix moyens de vente de pièce de vin (228 litres), en général du viticulteur au négociant, voici les prix de 10 années : de 1998 à 2008, plus celui du millésime 2017 (chiffres en euros) :
|       | 1998 | 1999  | 2000 | 2001 | 2002 | 2003 | 2004 | 2005 | 2006 | 2007 | 2008 | 2017  |
| Rouge | 914  | 1 085 | 980  | 954  | 879  | 841  | 888  | 693  | 696  | 783  | 877  | 1 571 |
| Blanc | 977  | 1 088 | 931  | 991  | 835  | 648  | 887  | 797  | 902  | 919  | 991  | 1 430 |

À noter que pour le millésime 2017, le premier cru rouge a un prix de vente en pièce moyenne de 1 885 euros.

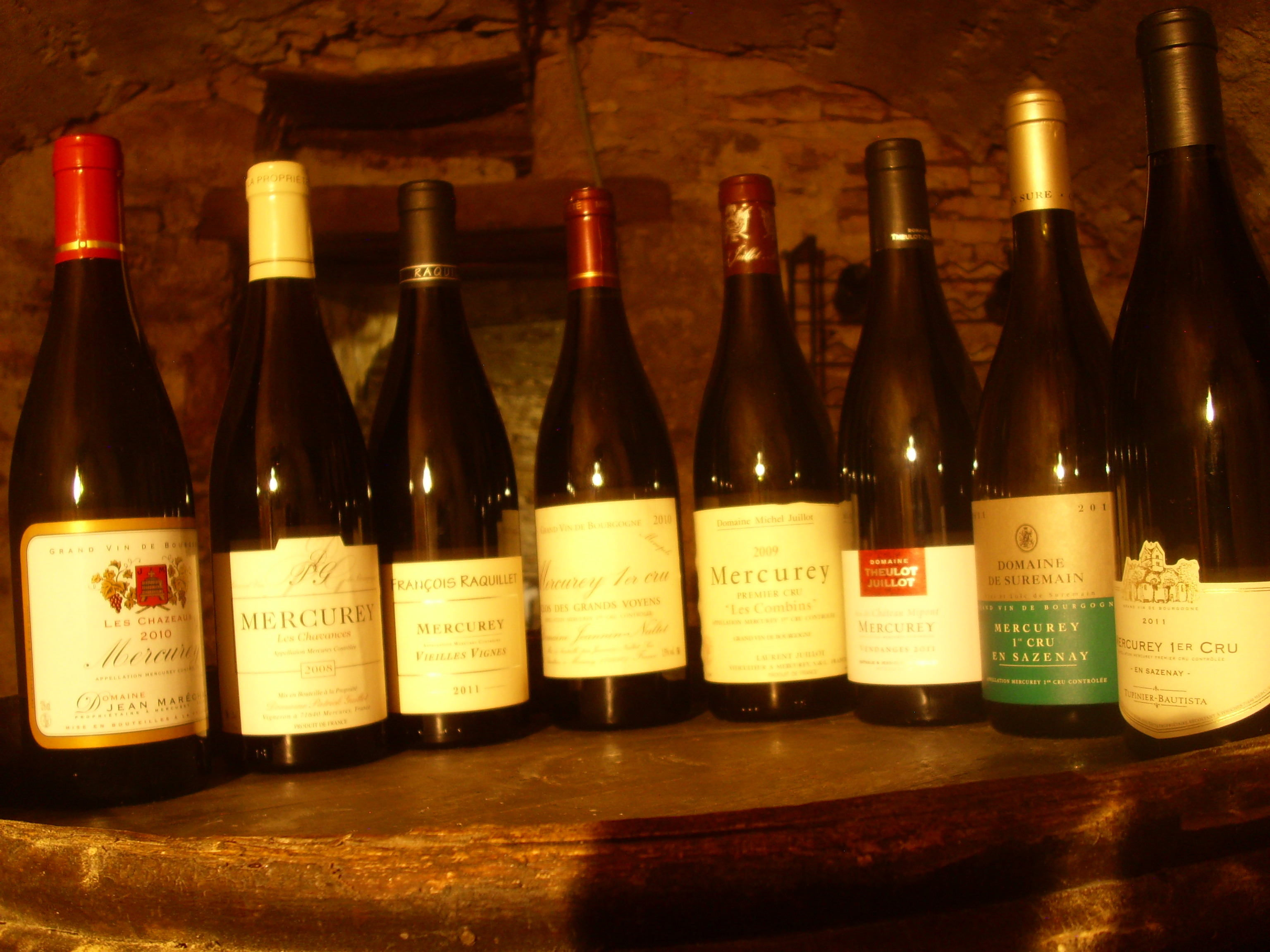
Bouteilles de mercurey de divers producteurs de l'appellation.

### Structure des exploitations
L'appellation mercurey est exploitée par 120 exploitants (domaines, négociants en vins et caves coopératives). Les exploitations sont surtout constituées des domaines (ou caves particulières) qui travaillent la vigne, vinifient, élèvent et mettent tout ou partie de leurs vins en bouteilles ; ces domaines sont de tailles différentes (petites, moyennes ou grandes). L'autre structure de commercialisation du mercurey est constituée par les négociants en vins qui achètent des vins de cette appellation, en général en vin fini (mais parfois en raisin ou en moût) à certains domaines de Bourgogne qui exploitent cette AOC. Quelques caves coopératives exploitent aussi du mercurey, en achetant les raisins à certains vignerons.

### Listes des viticulteurs et négociants
Voici la liste des exploitants qui produisent cette appellation :

#### Sur Mercurey et Saint-Martin-sous-Montaigu
- Viticulteurs implantés sur Mercurey (en 2018)[ODG 7] :

| Domaine Bordeaux-Montrieux                 | Domaine du Meix-Foulot (De Launay) | Domaine Menand                |
| Christian Bon                              | Domaine de la Perrière (Duvernay)  | Michel Bernard                |
| Domaine Brintet                            | Maison Louis Tramier et fils       | Gérald Chopard                |
| Domaine Laurent Dufouleur                  | Guillot Patrick                    | Domaine du Châteaux d'Etroyes |
| Domaine Charton                            | Domaine Jeannin-Naltet (Eschard)   | Domaine François Raquillet    |
| Domaine de l'Europe (Cinquin)              | Domaine Jobard-Martin              | Olivier Raquillet             |
| Dominique Guillamin                        | Domaine Michel et Laurent Juillot  | Domaine de Suremain           |
| SBEV Domaine Faiveley                      | Domaine Lorenzon                   | Domaine Theulot-Juillot       |
| Domaine de la Vieille Fontaine             | Domaine Jean Maréchal              | Domaine Tremeaux              |
| Domaine du Château de Chamirey (Devillard) | Domaine de la Monette              | Domaine Tupinier-Bautista     |
| SCEA Premiers Chapîtres                    | Domaine des Perdrix                | Antonin Rodet                 |

- Viticulteurs implantés sur Saint-Martin-sous-Montaigu (en 2018)[ODG 7] :

| Domaine du Taluchot (Boudriot)    | Duréault Anne et Thierry |
| Domaine Garey Hubert et fils      | Domaine Philippe Garrey  |
| Domaine du Clos Moreau (Massenot) | Domaine Narjoux-Normand  |
| Denis Narjoux                     | Domaine Size Patrick     |
| Domaine Emile Voarick (Picard)    | Domaine Virot Pierre     |

#### Sur d'autres communes
| Commune                   | Domaine, maison de négoce et cave coopérative |
| ------------------------- | --- |
| Rully                     | Domaine Duvernay, Maison Jacqueson, Domaine Briday, Domaine Ninot, Domaine Belleville, Domaine de la Renaissance (Duvernay), Domaine Dureuil-Janthial, Domingos Perreira Campos, Domaine Lefort et Domaine Dury Jacques |
| Fontaines                 | Domaine Gouffier |
| Aluze                     | Domaine Thevenot, EARL Ferme d'Aubigny et Alain Hassard |
| Mellecey                  | Domaine Pillot Laurent et Romain et Domaine Dias |
| Saint-Denis-de-Vaux       | Domaine de l'Évêché et GAEC de la Fontaine |
| Saint-Mard-de-Vaux        | Domaine Monneret et Domaine du Four-Bassot |
| Barizey                   | Domaine Bertrand et Domaine Meunier Gaël et Jérôme |
| Givry                     | Celier aux Moines |
| Dracy-le-Fort             | Domaine de Cardon, Domaine Millet-Jugnet et Baroche Indivision (Gérard Baroche) |
| Jambles                   | Domaine Danjean-Berthoux, SCEA Sarrazin Michel et Fils et Thierry Mauguin |
| Saint-Désert              | GAEC des Murgers |
| Moroges                   | GAEC Venot La Corvée et Domaine de Chamilly |
| Buxy                      | Caves coopérative de Buxy, SCEA du Domaine du Cray et Domaine Cognard Laurent |
| Montagny-les-Buxy         | EARL Les Vignes Bleues |
| Saint-Vallerin            | Fabrice Joblot |
| Jully-les-Buxy            | Domaine de la Guiche et EARL Les Vignes Devant |
| Bissey-sous-Cruchaud      | Cave des vignerons de Bissey et Domaine des Farondes |
| Chenôves                  | EARL Les Chassins |
| Saint-Boil                | François Lardet |
| Messey-sur-Grosne         | Cyril Lacroix |
| Sassangy                  | Jean Musso |
| Saint-Martin-du-Tartre    | Pascal Picard |
| Fley                      | GAEC Lauriers Maurice et Michel |
| Ozenay                    | Château de Mercey |
| Mancey                    | Anny Derain |
| Demigny                   | Domaine Gaugey |
| Chassey-le-Camp           | Domaine Milan et EARL la ptiote cave |
| Charrecey                 | EARL Lejeune Dirvang et Victor Lejeune |
| Chamilly                  | Domaine du Château de Chamilly |
| Bouzeron                  | Domaine De Vilaine, Domaine Chanzy et EARL Les Champs de Thémis |
| Chagny                    | Domaine Pagnotta |
| Dracy-les-Couches         | Lebeault Jean-Philippe et Lebeault Olivier |
| Couches                   | Domaine de la Chapelle |
| Saint-Sernin-du-Plain     | Domaine Seguin Jean-Marc |
| Cheilly-lès-Maranges      | Domaine Bouthenet Guillaume |
| Dezize-lès-Maranges       | EARL Pascal Brazey |
| Santenay (21)             | Domaine du Château Phillipe Le Hardi (précédemment Château de Santenay) |
| Saint-Aubin (21)          | Domaine Roux, GAEC Blondeau-Danne, EARL Derain Catherine et Dominique, Domaine Saint-Abel et Domaine Delarche |
| Chassagne-Montrachet (21) | Maison Picard Michel, SCEV Les Héritiers Saint-Genys |
| Meursault (21)            | Domaine du Château Genot-Boulanger et Domaine des Climats Réunis (François Martenot) |
| Beaune (21)               | SA Bichot |
| Nuits-Saint-Georges (21)  | Domaine de la Marche |

### Caveau Divin
Depuis le 1er avril 2011, l'appellation possède un nouvel outil de promotion et de vente avec le « Caveau Divin ». Ce caveau propose 64 crus de l'AOC Mercurey (45 rouges et 19 blancs) pour un total de 44 viticulteurs. Ce caveau possède huit distributeurs à vin (avec huit vins par distributeur) qui ont été installés par la société « Enomatic »,. Le temps de conservation des vins en bouteille est augmenté et monte jusqu'à environ 3 semaines. Les vins peuvent être servis grâce à une carte pré-payée à des tarifs allant de 0,75 à 2 euros par dose, ces doses vont de 2 à 8 cl. Pour sa première année de fonctionnement, ce caveau a enregistré 3 600 passages et compte les années suivantes environ 5 000 visiteurs par an. En 2013, ce caveau a écoulé 16 000 bouteilles et compté 10 000 dégustations.

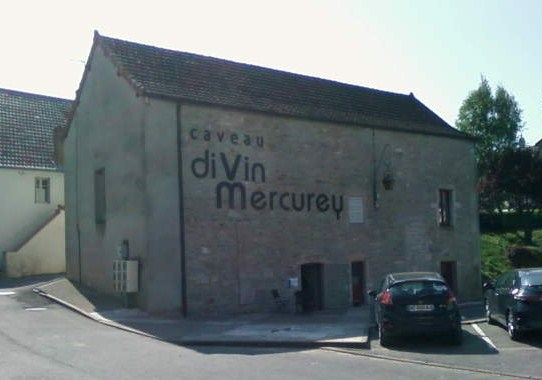
Extérieur du Caveau Divin
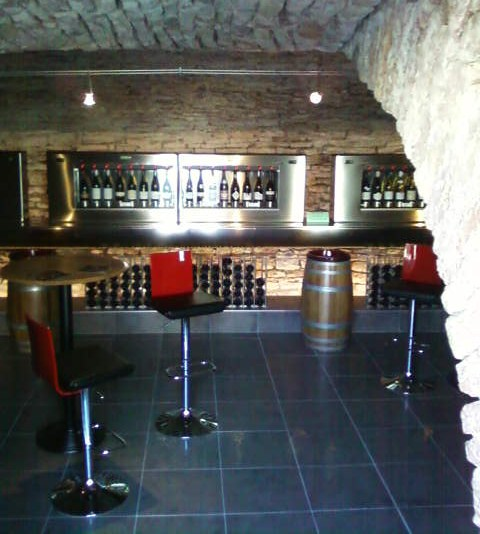
Intérieur du Caveau Divin
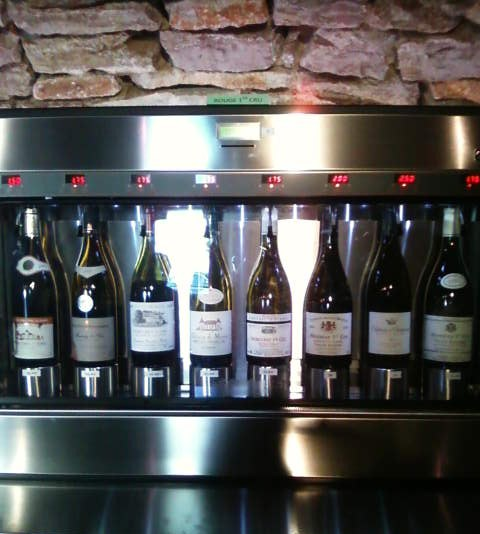
Les bouteilles sous azote pour la dégustation (distributeurs)

## Confrérie de la Saint-Vincent et disciples de la Chanteflûte

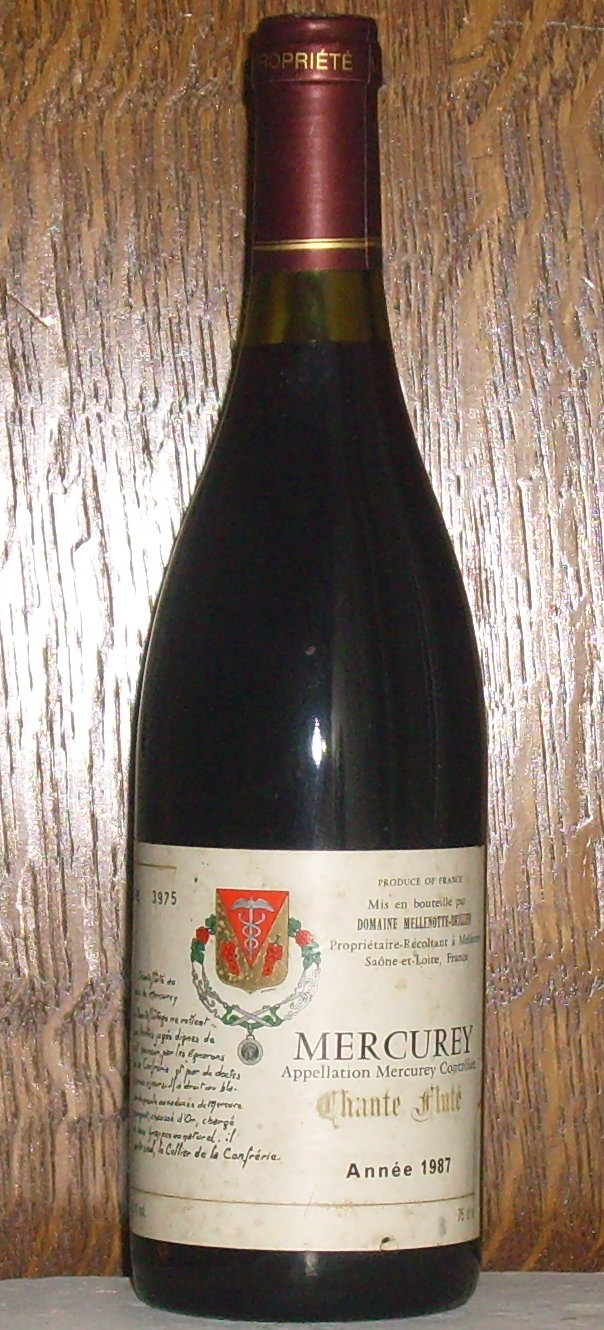
Mercurey « Chantefluté » 1987.

La Confrérie de la Saint-Vincent et disciples de la chanteflûte a pour but de faire connaître l'AOC mercurey. La confrérie Saint-Vincent fut créée par Hughes de Suremain, Auguste Raquilet, Jacques Jeannin-Naltet et Louis Menand en 1949, après la fusion des différentes « sociétés de secours mutuel ». Fin 1971, la confrérie Saint Vincent souhaitant s'ouvrir à toute la population de la commune et ne pas rester simplement un syndicat de vignerons devient la Confrérie Saint Vincent et Disciples de la Chanteflute de Mercurey,. Cette confrérie bachique organise deux fois l'an un « Chanteflûtage », des vins de la côte chalonaise passant un concours de dégustation, qui ne sélectionne que les meilleurs vins méritant la mention « Chantefluté ». Aux vins sélectionnés est accordée une étiquette numérotée portant, outre cette mention, le nom du producteur et le millésime. La confrérie tient aussi trois chapitres par an (à la Saint-Vincent fin janvier, au solstice d'été fin juin et à la « Paulée de la Côte-Chalonnaise » fin octobre), où sont intronisés certains amateurs méritants du mercurey. Le siège de la confrérie est sis au Château de Garnerot. En 2018, Yves de Suremain en est le président et Luc Buliard le « grand flûteux ». Les paroles prononcées par le grand flûteux sont : 

« Par Osiris, maître de la vigne en fleurs,
Par Mercure, messager des dieux,
Par Saint-Vincent, patron des vignerons. »

## Personnalités du vignoble de Mercurey
Parmi les personnes qui ont contribué à la renommée de l'appellation mercurey, on peut citer :
- Hugues de Suremain (° 1918 - † 2004), viticulteur, l'un des quatre créateurs de la Confrérie de Saint-Vincent de Mercurey en 1958. Également ancien président du Syndicat des viticulteurs de Mercurey (actuellement appelé Union des producteurs de mercurey[HD 4]). Hubert Duyker raconte à son sujet cette anecdote :

« Un jour que Hugues de Suremain vantait son mercurey 1971, Frank Schoonmaker prétendit qu'à son avis, le vin était beaucoup trop chargé en tanin : « C'est du bordeaux que vous faites ! » Et il se permet de conseiller au moins trois collages pour assouplir ce vin. Hugues de Suremain lui répondit : « Non, je ne ferai jamais cela à mon vin ! Donnez-lui simplement le temps de vieillir trois ans ! » Sur quoi, Schoonmaker s'exclama : « Et mon argent alors ? Ça va me coûter beaucoup trop cher ! » Hugues de Suremain ne céda pas et, en 1976, son 1971 avait en effet perdu son tanin »

- Michel Juillot (° - ), viticulteur compétent[HD 3] et ardent défenseur de l'appellation[AD 2]. L'une des personnes faisant partie de l'œuvre du remembrement à Mercurey en 1988[HC 14]. Viticulteur ayant mis en place, à la fin des années 70, des expérimentations visant à optimiser le choix des fûts de chêne pour ces vins[RI 17] ;
- Jacques Jeannin-Naltet (1917 - † 2004), viticulteur, l'un des quatre créateurs de la Confrérie de Saint-Vincent de Mercurey en 1949[PJN 3] ;
- Louis Menand (° 1893 - † 1986), viticulteur, l'un des quatre créateurs de la Confrérie de Saint-Vincent de Mercurey en 1949 ;
- Auguste Raquillet (° 1902 - † 1993), viticulteur, l'un des quatre créateurs de la Confrérie de Saint-Vincent de Mercurey en 1949 ;
- Émile Voarick (° 1921 - † 1982), viticulteur et propriétaire d'un gros domaine en surface de vignes, ancien maire de Saint-Martin-sous-Montaigu et ancien conseiller général du canton de Givry ;
- Paul de Launay (° - ), viticulteur. Une des personnes faisant partie de l'œuvre du remembrement à Mercurey en 1988[HC 14]. Personne faisant partie des précurseurs dans l'appellation pour la maîtrise de rendements (vendange en vert)[RP 15] ; Le général Duhesme.

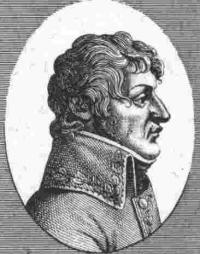
Le général Duhesme.

- la famille Faiveley, propriétaire d'une grande superficie de vignes dans l'appellation (environ 50 hectares[RP 16]), également l'un des premiers domaines à utiliser une table de tri pour les raisins ;
- le marquis de Jouennes d'Herville et la famille Devillard, propriétaire du Château de Chamirey (37 hectares en propriété actuellement[RI 18]). En 1934, le marquis, en précurseur, décide de mettre les vins du Château de Chamirey en bouteille au domaine[RI 19] ;
- la famille Protheau, viticulteur depuis 7 générations[RI 20]. Le domaine possède actuellement environ 30 hectares en appellation mercurey ;
- Antoine Roussot (° 1895 - † 1951), ancien maire de Saint-Martin-sous-Montaigu, ancien président du Syndicat Viticole. À l'issue d'un long procès, le tribunal de Chalon-sur-Saône a rendu un arrêt accordant le bénéfice de l'appellation contrôlée mercurey aux vins fins de la commune. Ce résultat est l'œuvre d'Antoine Roussot[Jsl 12] ;
- le général d'Empire Duhesme, né à Touches[RP 17] (Mercurey maintenant), dans la maison familiale de la famille de Michel Juillot. Il a habité une maison qui appartient maintenant à la famille Brintet[HC 17]. Durant les périodes de paix, il s'occupait de ses six enfants et de ses vignes à Mercurey[RP 17].

### Autres personnalités
- Marguerite de Flandre (1350-1405), duchesse de Bourgogne, amatrice du Mercurey.
- Gabrielle d'Estrées (1573-1599), maitresse préféré d'Henri IV, amatrice du Mercurey.
- Benoît Caranobe (1980-), gymnaste français, médaillé de bronze aux Jeux olympiques d'été de 2008 à Pékin au concours général individuel. Cet athlète a eu une révélation en buvant un Mercurey à la Maison de l'Aubrac à Paris[RP 18]. Il tient actuellement un magasin de vins à Noisy-le-Grand nommé le Dix-Sept sur Vin[RP 18].

## Galerie de photos

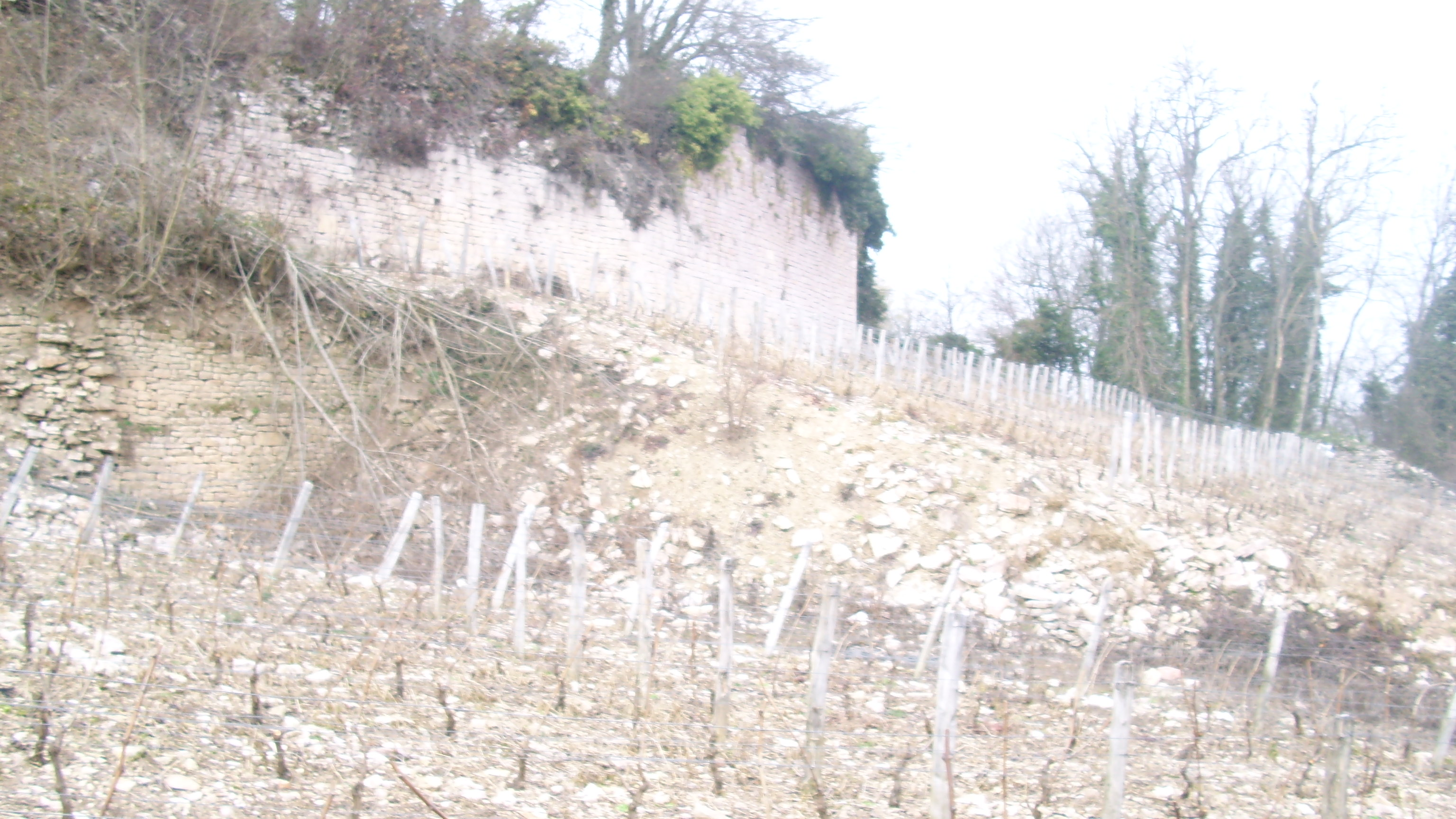
Parcelle du Clos des Montaigus (premier cru) au pied du château de Montaigu.
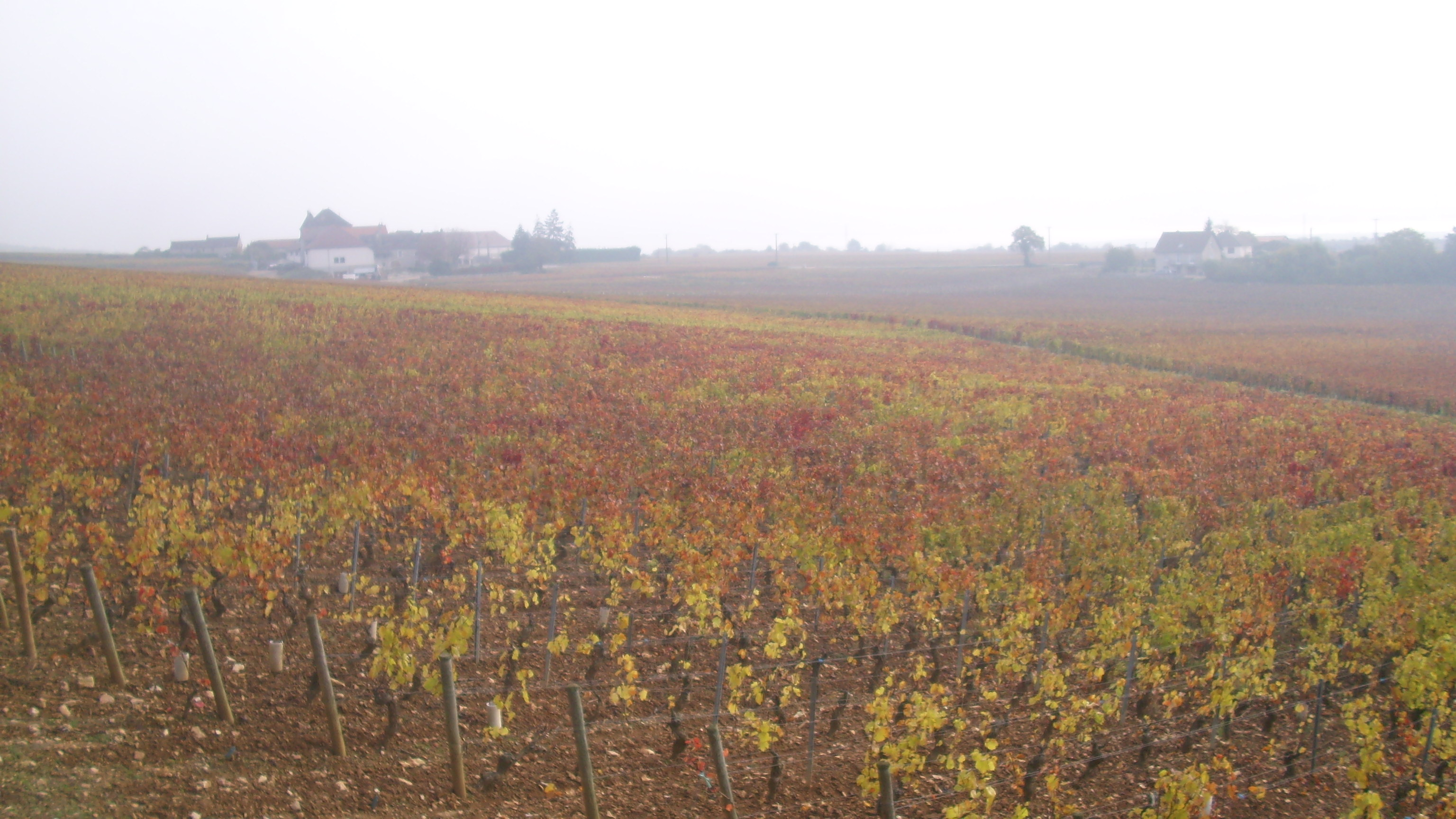
Vue d'une partie du Clos l'Évêque (premier cru).
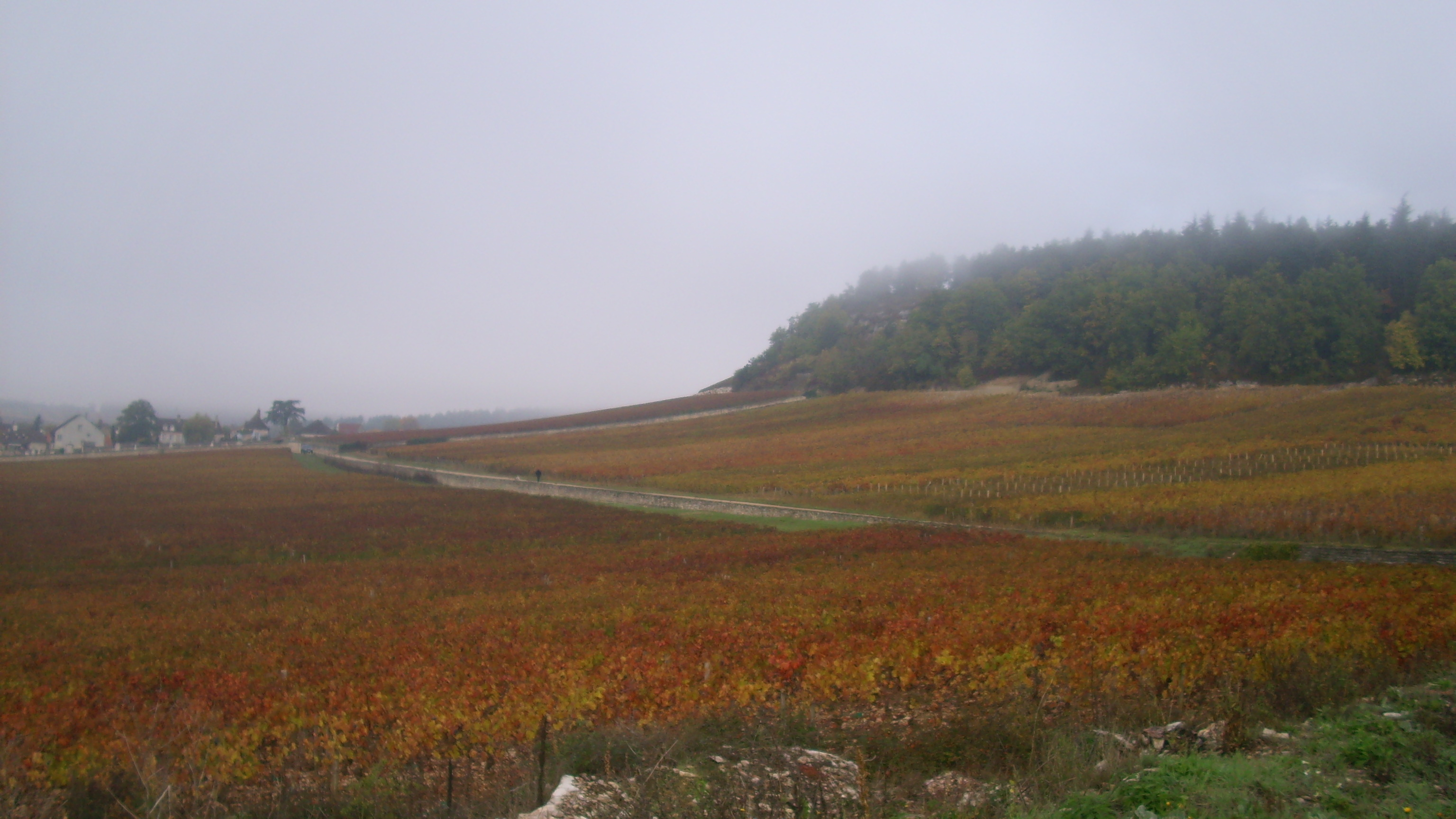
Au-dessus les Crêts et en bas les Naugues (premier cru).
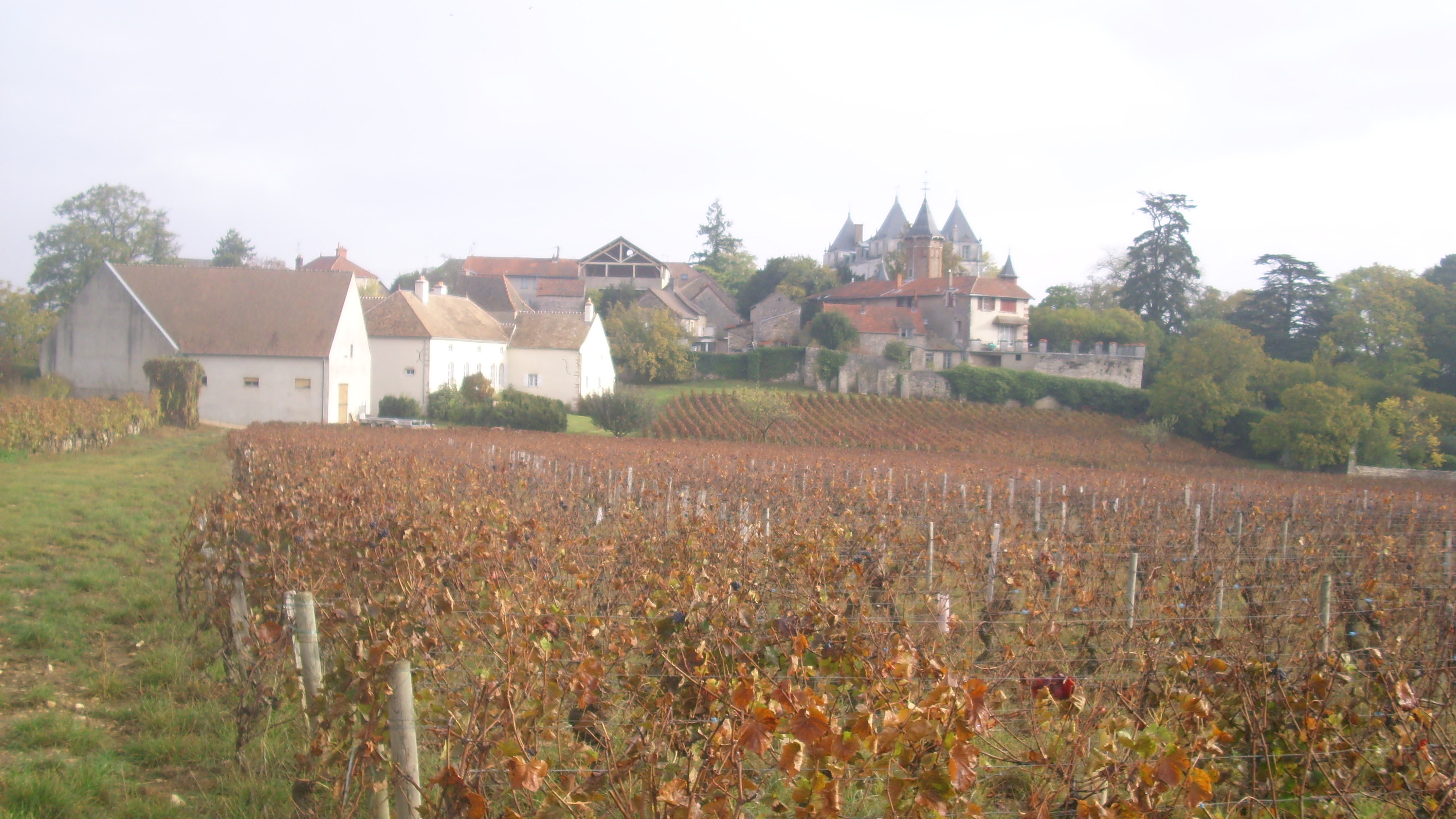
Vue d'une partie du hameau de Chamirey et de son château.
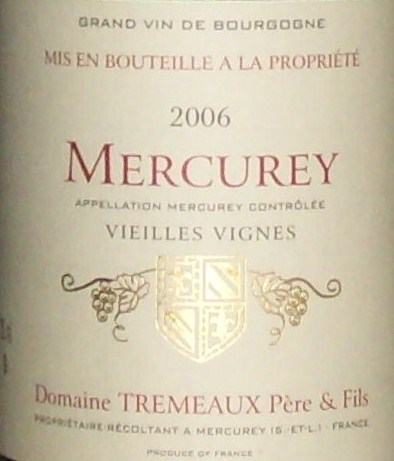
Étiquette de Mercurey.
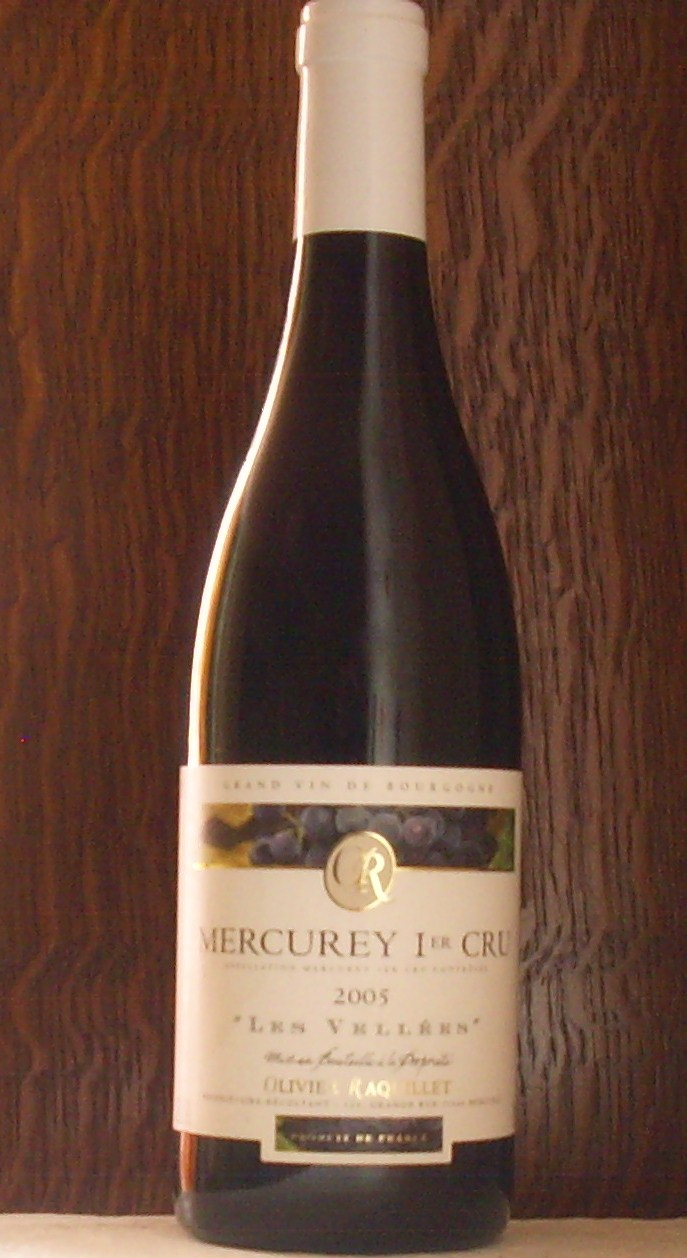
Mercurey 1er cru Les Vellées 2005.
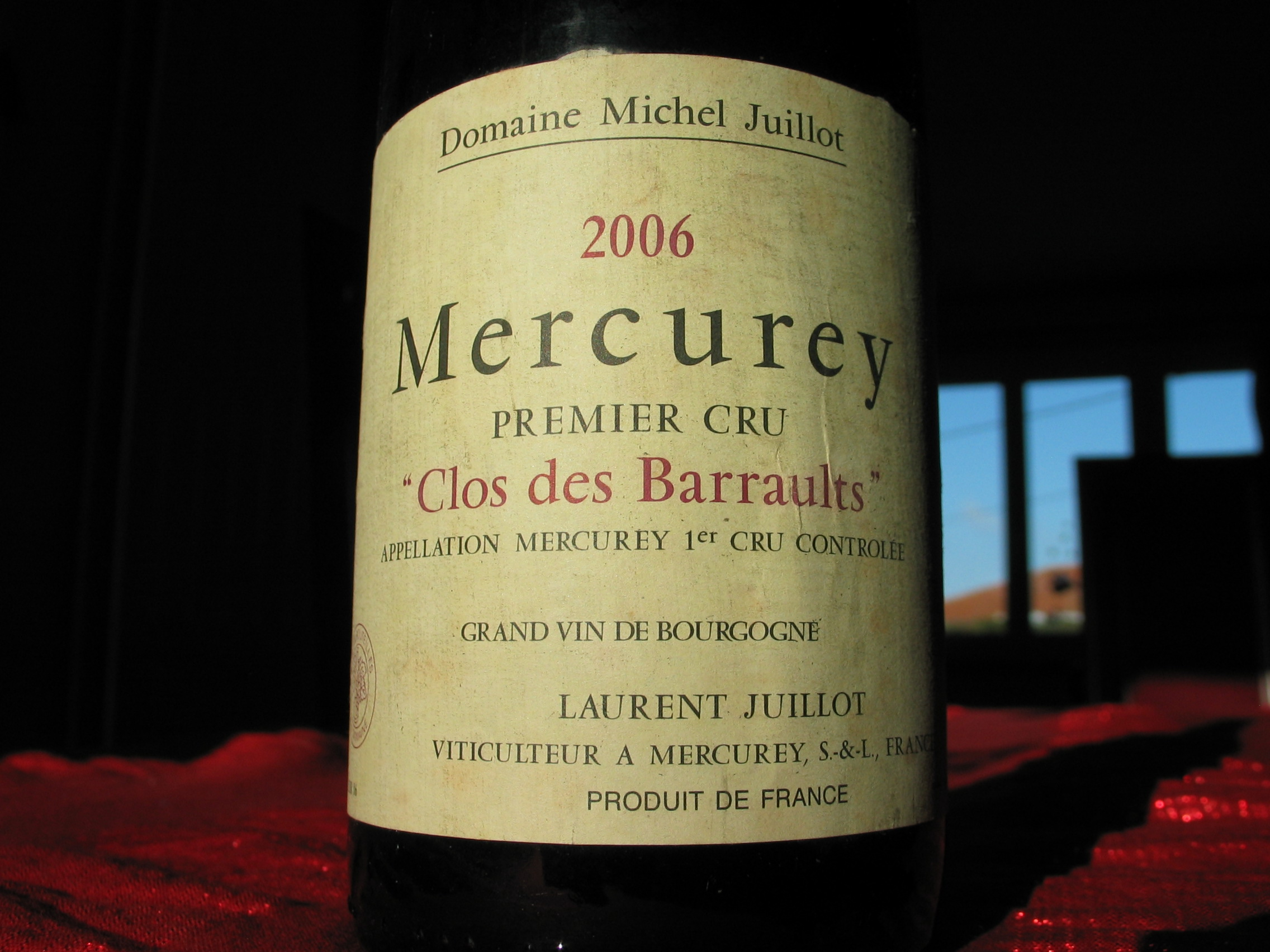
Mercurey 1er cru Clos des Barraults 2006.
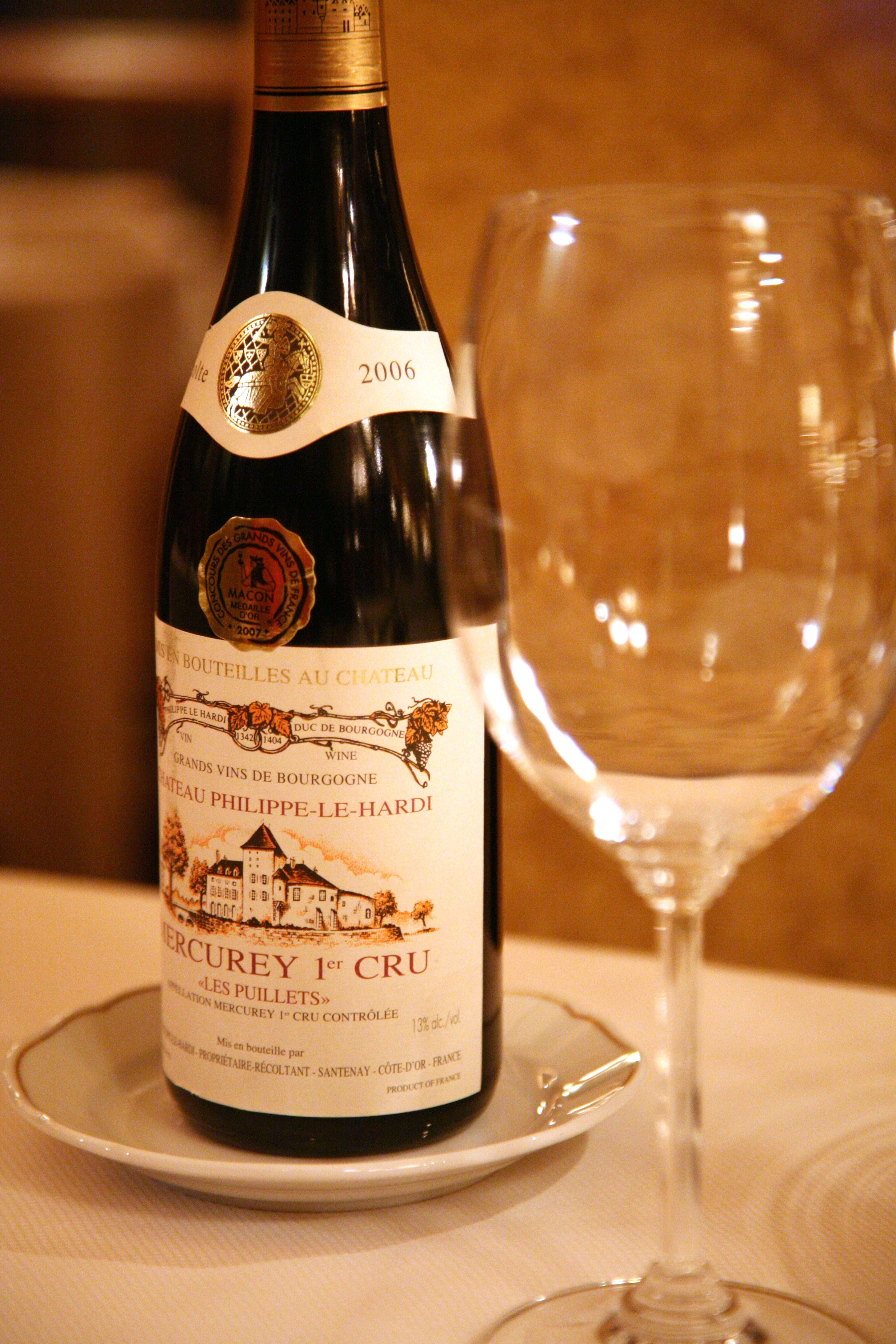
Mercurey 1er cru Les Puillets 2006
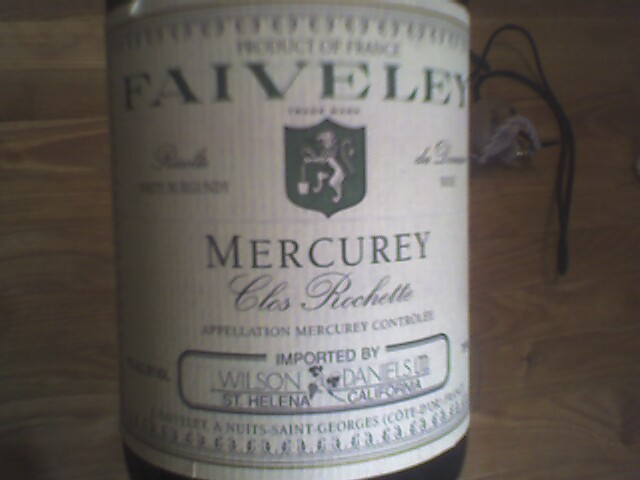
Mercurey Clos Rochette
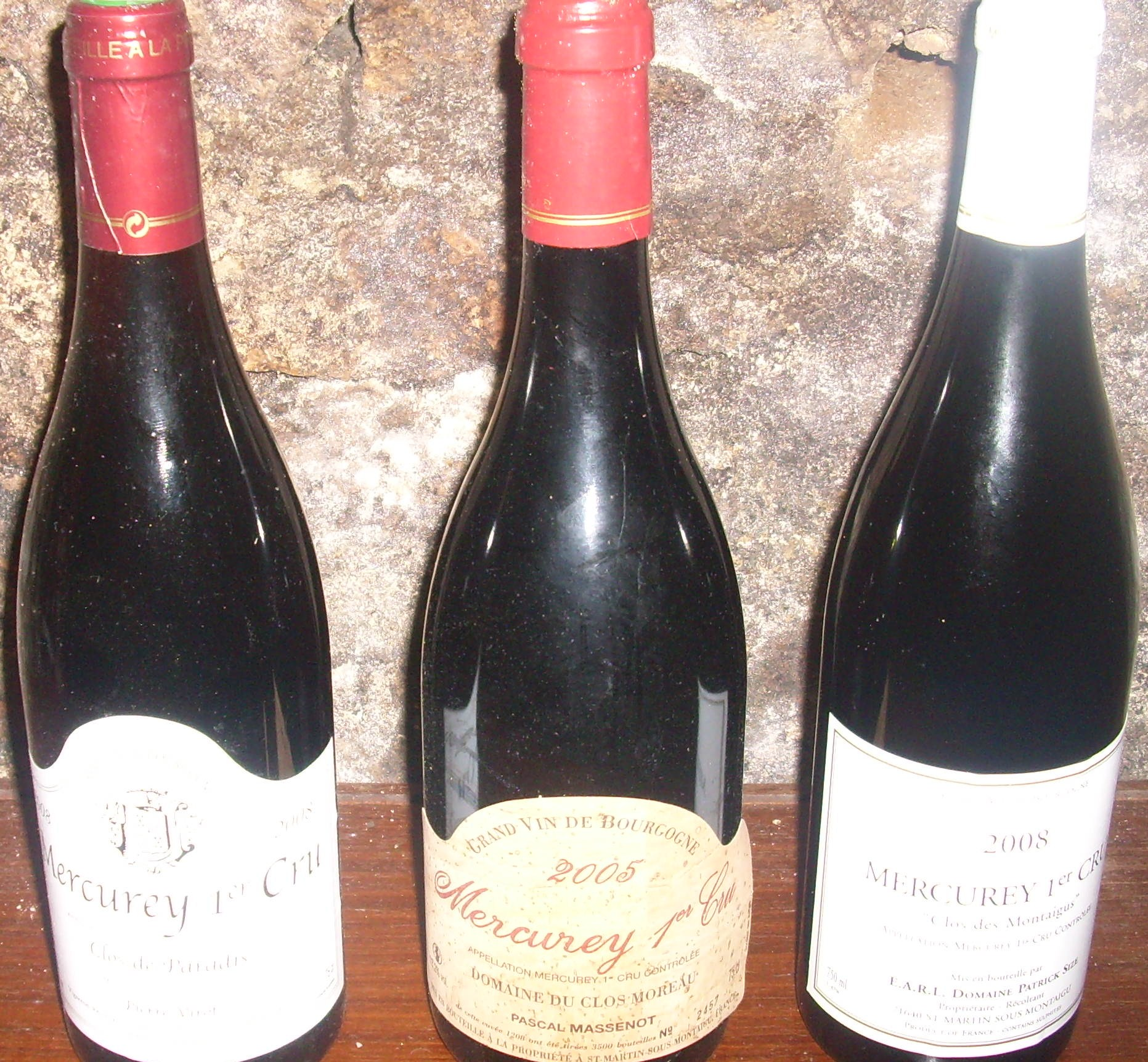
Bouteilles de Mercurey 1er cru
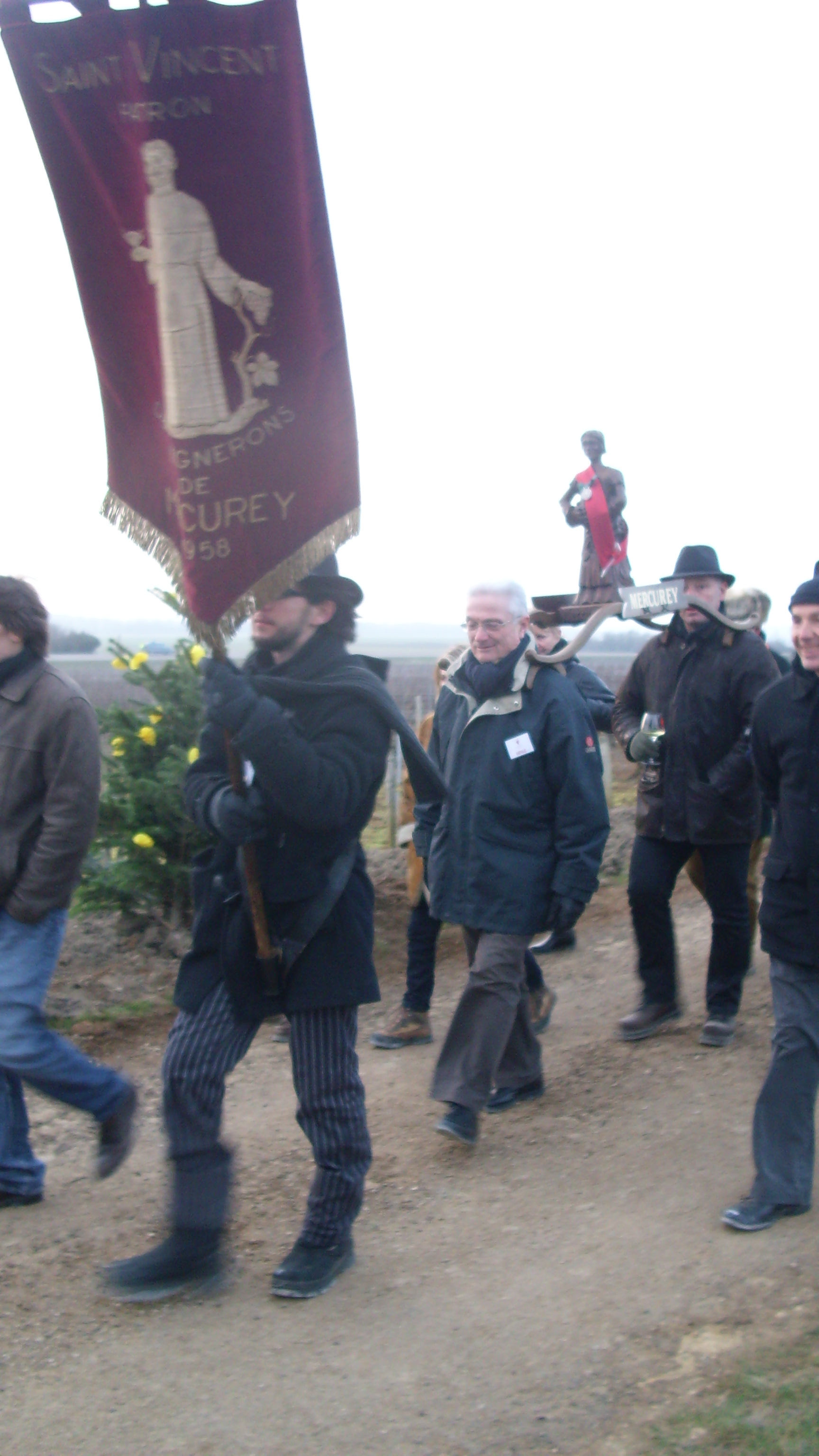
Les viticulteurs de Mercurey et Saint-Martin-sous-Montaigu lors de la Saint-vincent tournante de Corgoloin en 2011
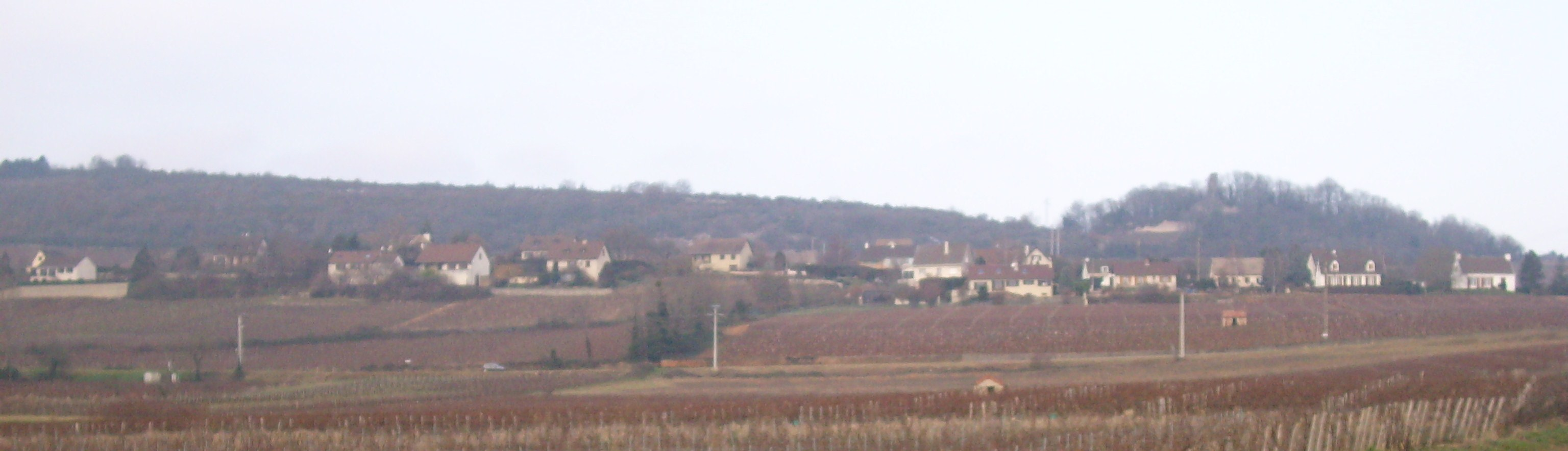
Vue d'une partie de Saint-Martin-sous-Montaigu.